# 1935
| [ Edytuj tabelę ]                                                | |
| Prezydent Polski                                                 | - 1926 Ignacy Mościcki 1939 |
| Premier Polski                                                   | - 1934 Leon Kozłowski 1935 - 1935 Walery Sławek 1935 - 1935 Marian Zyndram- -Kościałkowski 1936                                        |
| Król Afganistanu                                                 | - 1933 Mohammad Zaher Szah 1973 |
| Premier Afganistanu                                              | - 1929 Mohammad Haszim Chan 1946 |
| Król Albanii                                                     | - 1928 Ahmed Zogu 1939 |
| Premier Albanii                                                  | - 1930 Pandeli Evangjeli 1935 - 1935 Mehdi Frashëri 1936                                                                               |
| Współksiążęta Andory                                             | - 1920 Justí Guitart i Vilardebó 1940 - 1932 Albert Lebrun 1940                                                                        |
| Król Arabii Saudyjskiej                                          | - 1932 Abd al-Aziz ibn Su’ud 1953 |
| Prezydent Argentyny                                              | - 1932 gen. Agustín Pedro Justo 1938                                                                                                   |
| Premier Australii                                                | - 1932 Joseph Lyons 1939 |
| Prezydent Austrii                                                | - 1928 Wilhelm Miklas 1938 |
| Kanclerz Austrii                                                 | - 1934 Kurt Schuschnigg 1938 |
| Król Belgów                                                      | - 1934 Leopold III 1951 |
| Premier Belgii                                                   | - 1934 Georges Theunis 1935 - 1935 Paul van Zeeland 1937                                                                               |
| Król Bhutanu                                                     | - 1926 Jigme Wangchuck 1952 |
| Prezydent Boliwii                                                | - 1934 José Luis Tejada Sorzano 1936                                                                                                   |
| Prezydent Brazylii                                               | - 1930 Getúlio Vargas 1945 |
| Sułtan Brunei                                                    | - 1924 Ahmad Tajuddin 1950 |
| Car Bułgarii                                                     | - 1918 Borys III 1943 |
| Premier Bułgarii                                                 | - 1934 Kimon Georgiew 1935 - 1935 Penczo Złatew 1935 - 1935 Andrej Toszew 1935 - 1935 Georgi Kjoseiwanow 1940                          |
| Prezydent Chile                                                  | - 1932 Arturo Alessandri Palma 1938 |
| Prezydent Chin                                                   | - 1931 Lin Sen 1943 |
| Prezydent Czechosłowacji                                         | - 1918 Tomáš Masaryk 1935 - 1935 Edvard Beneš 1938                                                                                     |
| Premier Czechosłowacji                                           | - 1932 Jan Malypetr 1935 - 1935 Milan Hodža 1938                                                                                       |
| Król Danii                                                       | - 1912 Chrystian X 1947 |
| Premier Danii                                                    | - 1929 Thorvald Stauning 1942 |
| Prezydent Dominikany                                             | - 1930 Rafael Trujillo 1938 |
| Władca Egiptu                                                    | - 1917 Fu’ad I 1936 |
| Premier Egiptu                                                   | - 1934 Muhammad Taufik Nasim Pasza 1936                                                                                                |
| Prezydent Ekwadoru                                               | - 1934 José María Velasco Ibarra 1935 - 1935 Antonio Pons 1935 - 1935 Federico Páez 1937                                               |
| Premier Estonii                                                  | - 1933 Konstantin Päts 1938 |
| Cesarz Etiopii                                                   | - 1930 Hajle Syllasje 1936 |
| Premier Etiopii                                                  | - 1927 Ras Tafari Makonnen 1936 |
| Prezydent Filipin                                                | - 1935 Manuel Quezon 1944 |
| Prezydent Finlandii                                              | - 1931 Pehr Evind Svinhufvud 1937 |
| Premier Finlandii                                                | - 1932 Toivo Mikael Kivimäki 1936 |
| Prezydent Francji                                                | - 1932 Albert Lebrun 1940 |
| Premier Francji                                                  | - 1934 Pierre-Étienne Flandin 1935 - 1935 Fernand Bouisson 1935 - 1935 Pierre Laval 1936                                               |
| Prezydent Senatu Wolnego Miasta Gdańska                          | - 1934 Arthur Greiser 1939 |
| Król Grecji                                                      | - 1935 Jerzy II 1947 |
| Prezydent Grecji                                                 | - 1929 Aleksandros Zaimis 1935 |
| Premier Grecji                                                   | - 1935 Jeorjos Kondilis 1935 - 1935 Konstandinos Demerdzis 1936                                                                        |
| Prezydent Gwatemali                                              | - 1931 Jorge Ubico 1944 |
| Prezydent Haiti                                                  | - 1930 Sténio Vincent 1941 |
| Prezydent Hiszpanii                                              | - 1931 Niceto Alcalá-Zamora 1936 |
| Premier Hiszpanii                                                | - 1934 Alejandro Lerroux 1935 - 1935 Joaquín Chapaprieta Torregrosa 1935 - 1935 Manuel Portela Valladares 1936                         |
| Król Holandii                                                    | - 1890 Wilhelmina 1948 |
| Premier Holandii                                                 | - 1933 Hendrikus Colijn 1939 |
| Prezydent Hondurasu                                              | - 1933 Tiburcio Carías Andino 1949 |
| Szach Iranu                                                      | - 1925 Reza Szah Pahlawi 1941 |
| Premier Iranu                                                    | - 1933 Mohammad Ali Forughi 1935 - 1935 Mahmud Dżam 1939                                                                               |
| Władca Indii                                                     | - 1910 Jerzy V 1936 |
| Król Irlandii                                                    | - 1910 Jerzy V 1936 |
| Premier Irlandii                                                 | - 1932 Éamon de Valera 1948 |
| Cesarz Japonii                                                   | - 1926 Hirohito 1989 |
| Premier Japonii                                                  | - 1934 Keisuke Okada 1936 |
| Król Jugosławii                                                  | - 1934 Piotr II 1945 |
| Premier Jugosławii                                               | - 1934 Bogoljub Jevtić 1935 - 1935 Milan Stojadinović 1939                                                                             |
| Premier Kanady                                                   | - 1930 Richard Bedford Bennett 1935 - 1935 William Lyon Mackenzie King 1948                                                            |
| Emir Kataru                                                      | - 1913 Abd Allah ibn Kasim Al Sani 1949                                                                                                |
| Prezydent Kolumbii                                               | - 1934 Alfonso López Pumarejo 1938 |
| Patriarcha Konstantynopola                                       | - 1929 Focjusz II 1935 |
| Gubernator Korei (okupacja japońska)                             | - 1931 Kazushige Ugaki 1936 |
| Prezydent Kostaryki                                              | - 1932 Ricardo Jiménez Oreamuno 1936                                                                                                   |
| Prezydent Kuby                                                   | - 1934 Carlos Mendieta 1935 - 1935 José Agripino Barnet 1936                                                                           |
| Prezydent Liberii                                                | - 1930 Edwin Barclay 1944 |
| Książę Liechtensteinu                                            | - 1929 Franciszek I 1938 |
| Premier Liechtensteinu                                           | - 1928 Josef Hoop 1945 |
| Prezydent Litwy                                                  | - 1926 Antanas Smetona 1940 |
| Premier Litwy                                                    | - 1929 Juozas Tūbelis 1938 |
| Wielki książę Luksemburga                                        | - 1919 Szarlotta 1964 |
| Premier Luksemburga                                              | - 1926 Joseph Bech 1937 |
| Prezydent Łotwy                                                  | - 1930 Alberts Kviesis 1936 |
| Premier Łotwy                                                    | - 1934 Kārlis Ulmanis 1940 |
| Cesarz Mandżukuo                                                 | - 1934 Pu Yi 1945 |
| Sułtan Maroka                                                    | - 1927 Muhammad V 1953 |
| Prezydent Meksyku                                                | - 1934 Lázaro Cárdenas del Río 1940 |
| Książę Monako                                                    | - 1922 Ludwik II 1949 |
| Minister stanu Monako                                            | - 1932 Maurice Bouilloux-Lafont 1937                                                                                                   |
| Przewodniczący Prezydium Małego Churału Państwowego Mongolii     | - 1932 Anandyn Amar 1936 |
| Premier Mongolii                                                 | - 1932 Peldżidijn Genden 1936 |
| Król Nepalu                                                      | - 1911 Tribhuvan 1950 |
| Premier Nepalu                                                   | - 1932 Juddha Shumsher Jang Bahadur Rana 1945                                                                                          |
| Prezydent Niemiec                                                | - 1934 Adolf Hitler (führer) 1945 |
| Kanclerz Niemiec                                                 | - 1933 Adolf Hitler 1945 |
| Prezydent Nikaragui                                              | - 1933 Juan Bautista Sacasa 1936 |
| Król Norwegii                                                    | - 1905 Haakon VII 1957 |
| Premier Norwegii                                                 | - 1933 Johan Ludwig Mowinckel 1935 - 1935 Johan Nygaardsvold 1945                                                                      |
| Premier Nowej Zelandii                                           | - 1930 George Forbes 1935 - 1935 Michael Savage 1940                                                                                   |
| Sułtan Omanu                                                     | - 1932 Sa’id ibn Tajmur 1970 |
| Prezydent Panamy                                                 | - 1932 Harmodio Arias Madrid 1936 |
| Papież                                                           | - 1922 Pius XI 1939 |
| Prezydent Paragwaju                                              | - 1932 Eusebio Ayala 1936 |
| Prezydent Peru                                                   | - 1933 Oscar R. Benavides 1939 |
| Premier Południowej Afryki                                       | - 1924 Barry Hertzog 1939 |
| Prezydent Portugalii                                             | - 1926 António Óscar de Fragoso Carmona 1951                                                                                           |
| Premier Portugalii                                               | - 1932 António de Oliveira Salazar 1968                                                                                                |
| Król Rumunii                                                     | - 1930 Karol II 1940 |
| Premier Rumunii                                                  | - 1934 Gheorghe Tătărescu 1937 |
| Prezydent Salwadoru                                              | - 1931 Maximiliano Hernández Martínez 1944                                                                                             |
| Kapitanowie regenci San Marino                                   | - 1934 Angelo Manzoni Borghesi Marino Michelotti 1935 - 1935 Federico Gozi Salvatore Foschi 1935 - 1935 Pompeo Righi Marino Morri 1936 |
| Sekretarz Stanu do spraw Politycznych i Zagranicznych San Marino | - 1918 Giuliano Gozi 1943 |
| Prezydent Syrii                                                  | - 1932 Muhammad Ali al-Abid 1936 |
| Premier Syrii                                                    | - 1934 Tadż ad-Din al-Hasani 1936 |
| Prezydent Szwajcarii                                             | - 1935 Rudolf Minger 1935 |
| Król Szwecji                                                     | - 1907 Gustaw V 1950 |
| Premier Szwecji                                                  | - 1932 Per Albin Hansson 1936 |
| Król Tajlandii                                                   | - 1925 Prajadhipok 1935 - 1935 Ananda Mahidol 1946                                                                                     |
| Premier Tajlandii                                                | - 1933 Phya Phaholphonphayuhasena 1938                                                                                                 |
| Król Tonga                                                       | - 1918 Salote Tupou III 1965 |
| Premier Tonga                                                    | - 1923 Viliami Tungī Mailefihi 1941 |
| Prezydent Turcji                                                 | - 1923 Mustafa Kemal 1938 |
| Premier Turcji                                                   | - 1925 İsmet İnönü 1937 |
| Prezydent Urugwaju                                               | - 1931 Gabriel Terra 1938 |
| Prezydent USA                                                    | - 1933 Franklin Delano Roosevelt 1945                                                                                                  |
| Prezydent Wenezueli                                              | - 1931 Juan Vicente Gómez 1935 - 1935 Eleazar López Contreras 1941                                                                     |
| Regent Królestwa Węgier                                          | - 1920 Miklós Horthy 1944 |
| Premier Węgier                                                   | - 1932 Gyula Gömbös 1936 |
| Monarcha Wielkiej Brytanii                                       | - 1910 Jerzy V 1936 |
| Premier Wielkiej Brytanii                                        | - 1929 Ramsay MacDonald 1935 - 1935 Stanley Baldwin 1937                                                                               |
| Cesarz Wietnamu                                                  | - 1926 Bảo Đại 1945 |
| Król Włoch                                                       | - 1900 Wiktor Emanuel III 1946 |
| Premier Włoch                                                    | - 1922 Benito Mussolini 1943 |
| Przywódca ZSRR                                                   | - 1924 Józef Stalin 1953 |
| Premier ZSRR                                                     | - 1930 Wiaczesław Mołotow 1941 |

Rok 1935 / MCMXXXV
stulecia: XIX wiek ~
XX wiek ~
XXI wiek

dziesięciolecia:
1900–1909 •
1910–1919 •
1920–1929 •
1930–1939
• 1940–1949
• 1950–1959
• 1960–1969

lata: 1925 «
1930 «
1931 «
1932 «
1933 «
1934 «
1935
» 1936
» 1937
» 1938
» 1939
» 1940
» 1945

## Wydarzenia w Polsce
- 6 stycznia – w krakowskim Teatrze Starym rozpoczęła się II Światowa Konferencja Syjonistów-Rewizjonistów. Uczestniczyło w niej kilkuset delegatów.
- 8 stycznia – krakowska rozgłośnia radiowa rozpoczęła nadawanie programów na fali 293,5 m (1022 kHz).
- 10 stycznia – wodowanie trałowca ORP „Mewa”.
- 13 stycznia – aresztowanie ppor. mar. Wacława Śniechowskiego (od lipca 1932 współpracował z Abwehrą, skazany przez Sąd Wojskowy na karę śmierci przez rozstrzelanie, wyrok wykonano w marcu 1935).
- 15 stycznia:
  - uruchomienie regionalnej rozgłośni radiowej w Toruniu (ósma rozgłośnia radiowa w kraju).
  - miał miejsce pierwszy lot samolotu RWD-13.
- 16 stycznia – w Senacie RP Wiktor Kulerski wygłosił przemówienie Co to jest państwo?, w którym ocenił projekt nowej konstytucji.
- 25 stycznia – Kordian Józef Zamorski został komendantem głównym Policji Państwowej.
- 31 stycznia – samolot Junkers Ju 52 należący do linii lotniczych Deutsch – Russischen Luftverkehrsgesellschaft, odbywający lot na trasie Gdańsk-Berlin rozbił się podczas podchodzenia do międzylądowania na lotnisku w Szczecinie-Dąbiu; zginęło 11 osób.
- 7 lutego – podpisano układ handlowy między Polską i Wielką Brytanią.
- 8 lutego – premiera filmu Antek policmajster.
- Luty – uruchomienie bezpośredniego połączenia telefonicznego między Warszawą a Rygą.
- 13 marca – rozłam w Kościele Mariawickim. Powstały dwie niezależne denominacje Kościół Starokatolicki Mariawitów z siedzibą w Płocku oraz Kościół Katolicki Mariawitów z siedzibą w Felicjanowie.
- 22 marca – Ustka otrzymała prawa miejskie.
- 23 marca:
  - Sejm uchwalił konstytucję kwietniową, miesiąc później podpisaną przez prezydenta Ignacego Mościckiego.
  - trzęsienie ziemi o sile 4,3° w skali Richtera w okolicach Czarnego Dunajca.
- 28 marca – powstał trzeci rząd Walerego Sławka (do 12 października 1935).
- 1 kwietnia – powstała Mała Orkiestra Polskiego Radia.
- 7 kwietnia – NSDAP wygrała ostatnie wybory do Vollkstagu Wolnego Miasta Gdańska.
- 23 kwietnia – prezydent Ignacy Mościcki podpisał nową konstytucję, tzw. konstytucję kwietniową.
- 24 kwietnia – weszła w życie konstytucja kwietniowa.
- 4 maja – śmiertelnie chory marszałek Józef Piłsudski został na własną prośbę przewieziony z kwatery w Generalnym Inspektoracie Sił Zbrojnych do Belwederu.
- 12 maja:
  - śmierć marszałka Józefa Piłsudskiego.
  - po śmierci Józefa Piłsudskiego wprowadzono żałobę narodową.
- 18 maja – w Krakowie zakończyły się uroczystości pogrzebowe Józefa Piłsudskiego.
- 20 maja – Uniwersytet Warszawski przyjął imię Józefa Piłsudskiego.
- 16 czerwca – na Walnym Zebraniu Naczelnej Izby Lekarskiej przyjęto Zbiór zasad deontologii lekarskiej, pierwszy kodeks etyki lekarskiej w niepodległej Polsce.
- 28 czerwca – uchwalenie nowej ordynacji wyborczej.
- 6–7 lipca – XVI Mistrzostwa Polski mężczyzn w lekkiej atletyce. Cztery zwycięstwa odniósł Klemens Biniakowski: 200 m – 23,0 s.; 400 m – 50,1 s.; 4 × 100 m – 44,5 s.; 4 × 400 m – 3:31,4 s.
- 10 lipca – rozwiązanie Sejmu i Senatu.
- 24 lipca – średniodystansowiec Kazimierz Kucharski ustanowił rekord Polski w biegu na 800 m wynikiem 1:51,6 s.
- Lipiec – decyzja o wzniesieniu w Krakowie kopca Józefa Piłsudskiego.
- 1 sierpnia – w Tatrach rozpoczęto budowę kolejki linowej na Kasprowy Wierch.
- 4 sierpnia – w Warszawie, sprinterka Stanisława Walasiewicz ustanowiła rekord świata w biegu na 200 m – 23,6 s.
- 28 sierpnia – w Warszawie, płotkarz Władysław Niemiec ustanowił rekord Polski w biegu na 110 m ppł. – 15,3 s.
- 3 września:
  - w porcie w Gdyni statek szkolny „Dar Pomorza” zakończył rejs dookoła świata.
  - w Warszawie wyszedł pierwszy numer tygodnika naukowo-technicznego Młody Zawodowiec.
- 7 września – do Krakowa przyjechała wycieczka członków francuskiego Towarzystwa Przyjaciół Polski. Przywieźli ziemię z pól bitewnych pod Verdun i Artois, którą złożono na kopcu Piłsudskiego.
- 8 września – odbyły się wybory do Sejmu.
- 15 września:
  - wybory do Senatu.
  - polska załoga (kpt. Zbigniew Burzyński, por. Wł. Wysocki) po raz trzeci z rzędu wygrała Puchar Gordona Bennetta i zdobyła puchar na stałe.
  - transatlantyk MS Piłsudski wypłynął w swój dziewiczy rejs.
- 25 września – premiera filmu Dwie Joasie.
- 13 października – powstał rząd Mariana Zyndrama-Kościałkowskiego.
- 25 października:
  - premiera filmu Rapsodia Bałtyku.
  - prezydent Ignacy Mościcki dokonał otwarcia schroniska górskiego ZHP „Głodówka” (Pogórze Spisko-Gubałowskie).
- 30 października – rozwiązanie Bezpartyjnego Bloku Współpracy z Rządem (BBWR).
- 12 listopada – spadł meteoryt Łowicz.
- 7 grudnia – w Krakowie ukończono budowę gmachu Akademii Górniczej, jednej z największych (110 tys. m³) budowli w Polsce. Budowa, z przerwami, trwała prawie 14 lat. Od 1929 w nieukończonym gmachu odbywały się zajęcia ze studentami.
- 12 grudnia – premiera filmu Kochaj tylko mnie.
- 29 grudnia – za całokształt pracy pisarskiej Zofia Nałkowska otrzymała państwową nagrodę za rok 1935.

## Wydarzenia na świecie
- Styczeń – cesarz Etiopii Hajle Syllasje I założył militarną szkołę w Holeta.
- 1 stycznia:
  - z połączenia dwóch włoskich kolonii, okręgu wokół Trypolisu i Cyrenajki, powstał zalążek państwa Libia.
  - Wilhelm Canaris został szefem niemieckiego wywiadu wojskowego – Abwehry.
- 3 stycznia – w New Jersey rozpoczął się proces Bruno Richarda Hauptmanna oskarżonego o porwanie i zamordowanie syna Charlesa Lindbergha.
- 4 stycznia – w trzęsieniu ziemi o sile 6,4 stopnia w skali Richtera na tureckich wyspach Avşa(inne języki) i Marmara zginęło 5 osób, a 30 zostało rannych.
- 7 stycznia – włoski premier Benito Mussolini i francuski minister spraw zagranicznych Pierre Laval, zawarli porozumienie, w którym obie strony zobowiązały się do respektowania swych kolonialnych roszczeń.
- 11 stycznia – Amelia Earhart, jako pierwsza, dokonała samotnie przelotu z Hawai do Kalifornii.
- 13 stycznia – plebiscyt w Saarze w sprawie przyłączenia do Niemiec – 90,3% głosowało za przyłączeniem.
- 16 stycznia – w mediolańskiej La Scali odbyła się premiera opery Pietro Mascagniego – Neron.
- 19 stycznia – amerykańska kompania Coopers Inc. (dzisiaj Jockey International) wprowadziła po raz pierwszy do sprzedaży slipy.
- 24 stycznia – w Newark w amerykańskim stanie New Jersey Gottfried Krueger Brewing Company wypuściła na rynek pierwsze piwo w puszce aluminiowej.
- 28 stycznia – Islandia, jako pierwszy kraj zalegalizowała aborcję (na bazie medycznej – zagrożenia zdrowia matki).
- 1 lutego – Hagia Sophia w Stambule – uważana za najwspanialszy obiekt architektury i budownictwa pierwszego tysiąclecia naszej ery, która przez 916 lat służyła jako świątynia chrześcijańska, a przez 481 lat jako muzułmański meczet – została zmieniona w muzeum.
- 2 lutego – Leonard Keeler przeprowadził w Portage w Wisconsin pierwsze w historii badanie wykrywaczem kłamstw.
- 3 lutego – Sylvain Julien Victor Arend odkrył planetoidę Wawel.
- 11 lutego – w marokańskiej miejscowości Ifrane odnotowano najniższą temperaturę powietrza w Afryce –23,9 °C.
- 12 lutego – amerykański wojskowy sterowiec helowy USS „Macon” rozbił się i zatonął w czasie sztormu u wybrzeży Kalifornii; zginęło 2 z 76 członków załogi.
- 13 lutego – Bruno Richard Hauptmann został uznany winnym i skazany na śmierć za porwanie i zamordowanie syna Charlesa Lindbergha.
- 15 lutego – w niemieckim piśmie medycznym Deutsche Medizinische Wochenschrift, ukazała się seria artykułów autorstwa Gerharda Domagka o odkryciu i klinicznych próbach Prontosilu, jednego z pierwszych skutecznych leków bakteriobójczych.
- 17 lutego – w Niemczech wprowadzono 8-godzinny dzień pracy.
- 20 lutego – Caroline Mikkelsen, żona kapitana norweskiego statku wielorybniczego, została pierwszą kobietą, która postawiła nogę na Antarktydzie.
- 22 lutego – zabroniono lotów samolotom nad Białym Domem.
- 23 lutego – Paragwaj wystąpił z Ligi Narodów.
- 26 lutego – utworzono w Niemczech lotnictwo wojskowe – Luftwaffe.
- 27 lutego – odbyła się 7. ceremonia wręczenia Oscarów.
- 28 lutego – amerykański chemik Wallace Carothers wynalazł nylon.
- Marzec:
  - w Niemczech wprowadzono regularny program telewizyjny.
  - w Grecji pod przywództwem gen. Anastasiosa Papoulasa doszło do nieudanej próby obalenia rządu. Generał został pojmany i skazany na śmierć za zdradę.
- 1 marca – Zagłębie Saary powróciło do Niemiec.
- 2 marca:
  - król Syjamu Prajadhipok (Rama VII) abdykował, jego miejsce zajął 9 letni bratanek Ananda Mahidol (Rama VIII).
  - Prosiak Porky zadebiutował w serii krótkich animowanych filmów pod tytułem Zwariowane melodie (ang. Looney Tunes).
- 6 marca – ukazało się pierwsze wydanie tygodnika Das Schwarze Korps, oficjalnego organu Schutzstaffel (SS).
- 8 marca – w Tokio zmarł pies o imieniu Hachikō, który przez 10 lat po śmierci właściciela, czekał popołudniami na stacji metra, na jego powrót z pracy.
- 9 marca – Niemcy oficjalnie przyznały się do posiadania zabronionego traktatem wersalskim lotnictwa wojskowego.
- 11 marca:
  - rozpoczął działalność Bank Kanady.
  - w Wielkiej Brytanii ukazała się powieść Córka proboszcza George’a Orwella.
- 15 marca – służbę wojskową w armii francuskiej wydłużono do 24 miesięcy.
- 16 marca:
  - Adolf Hitler ogłosił, że Niemcy będą się zbroić, co było równoznaczne z zerwaniem traktatu wersalskiego.
  - wprowadzenie w Niemczech obowiązkowej służby wojskowej, co było jednoznacznym zerwaniem traktatu wersalskiego. Powstał Wehrmacht.
- 19 marca – w Nowym Jorku w dzielnicy Harlem doszło do rozruchów na tle rasowym.
- 20 marca:
  - Johan Nygaardsvold został premierem Norwegii.
  - odbył się pierwszy lot amerykańskiego myśliwca Grumman F3F.
- 21 marca – zmieniono nazwę Persji na Iran.
- 25 marca – Paul van Zeeland został premierem Belgii.
- 28 marca – premiera filmu propagandowego Triumf woli, nakręconego przez Leni Riefenstahl w 1934 roku podczas zjazdu NSDAP w Norymberdze.
- 1 kwietnia – w Niemczech wprowadzono zakaz działalności Świadków Jehowy, rozpoczynając ich masowe aresztowania.
- 14 kwietnia – wielka burza piaskowa przeszła przez stany Nowy Meksyk, Kolorado i Oklahomę. Burzę tę upamiętnił amerykański pieśniarz folk Woody Guthrie w przeboju pod tytułem Ballada o czaszy kurzu (ang. Dust bowl ballads).
- 15 kwietnia – dokonano oblotu samolotu topredowo-bombowego Douglas TBD Devastator.
- 17 kwietnia:
  - Rada Ligi Narodów uchwaliła rezolucję potępiającą zerwanie przez Niemcy traktatu wersalskiego.
  - Sun Myung Moon ogłosił, że doznał objawienia, w którym Jezus nakazał mu ukończenie swej misji sprzed prawie 2000 lat.
- 21 kwietnia:
  - Andrej Toszew został premierem Bułgarii.
  - w trzęsieniu ziemi na Tajwanie zginęło 3276 osób, a ponad 12 tys. zostało rannych.
- 24 kwietnia:
  - rozpoczęto piętrzenie wody sztucznego Jeziora Chambon na rzece Romanche w południowo-wschodniej Francji.
  - we włoskich Alpach utworzono Park Narodowy Stelvio.
- 27 kwietnia – w finale Pucharu Anglii w piłce nożnej na stadionie Wembley, Sheffield Wednesday pokonał West Bromwich Albion 4 – 2.
- 2 maja – Francja i ZSRR zawarły układ o wzajemnej pomocy.
- 3 maja – Rewda w Rosji uzyskała prawa miejskie.
- 6 maja – Nowy Ład Gospodarczy (ang. New Deal): w ramach reform ekonomiczno-społecznych wprowadzonych w USA przez prezydenta Roosevelta, została utworzona nowa agencja rządowa której celem było tworzenie nowych miejsc pracy (ang. Works Progress Administration – WPA).
- 11 maja – prapremiera baletu Harnasie Karola Szymanowskiego w Pradze.
- 15 maja – otwarto pierwszą linię moskiewskiego metra.
- 16 maja – ZSRR zawarł układ o pomocy wzajemnej z Czechosłowacją. Była to odpowiedź na agresywną politykę Niemiec.
- 18 maja – 52 osoby zginęły w katastrofie lotniczej w Moskwie.
- 19 maja:
  - oddano do użytku pierwszy zbudowany w III Rzeszy odcinek autostrady Frankfurt nad Menem-Darmstadt.
  - Thomas Edward Lawrence (znany jako Lawrence z Arabii), zginął w wypadku motocyklowym.
- 21 maja:
  - niemiecka marynarka wojenna zmieniła nazwę z Reichsmarine na Kriegsmarine; powstało Oberkommando der Kriegsmarine (Naczelne Dowództwo Marynarki Wojennej). W miejsce Reichswehry powstał Wehrmacht.
  - w Niemczech uchwalono ustawę o powszechnym obowiązku służby wojskowej.
- 24 maja:
  - książę Fryderyk, późniejszy król Danii, ożenił się z księżniczką szwedzką Ingrid Bernadotte.
  - w amerykańskiej lidze baseballu, Major League Baseball, rozegrano pierwszy mecz przy sztucznym oświetleniu. Był to mecz pomiędzy zespołami Cincinnati Reds i Philadelphia Phillies odbył się na stadionie Crosley Field w mieście Cincinnati.
- 25 maja – w Ann Arbor, czarnoskóry Amerykanin Jesse Owens w ciągu 72 min. ustanowił lub wyrównał 6 rekordów świata:
  - g.14:45 – bieg na 100 y – 9,4 s. (wyrównał RŚ)
  - skok w dal – 8,13 m (RŚ, który przetrwał niepobity przez 25 lat)
  - 220 y i jednocześnie 200 m po prostej – 20,3 s. (poprawił oba RŚ)
  - g.15:57 – 220 y ppł. i jednocześnie 200 m ppł. po prostej – 22,6 s. (poprawił oba RŚ)
- 29 maja – francuski transatlantyk SS „Normandie” wypłynął w swój dziewiczy rejs z Hawru do Nowego Jorku.
- 31 maja – trzęsienie ziemi o sile 7,1 w skali Richtera zniszczyło miasto Kweta (dzisiejszy Pakistan) pozbawiając życia 40 tys. osób.
- 1 czerwca:
  - Fernand Bouisson został premierem Francji.
  - niemiecka Reichswehra oficjalnie zmieniła swą nazwę na Wehrmacht.
- 7 czerwca – w Wielkiej Brytanii powstał trzeci rząd Stanleya Baldwina.
- 9 czerwca – doszło do tajnego porozumienia [porozumienie He-Umezu – (梅津・何応欽協定 Umezu-Ka Okin Kyōtei)], w którym rząd Kuomintangu w Chinach przyznał Japończykom kontrolę nad północno-wschodnimi Chinami.
- 10 czerwca:
  - powstał ruch Anonimowych Alkoholików.
  - zwycięstwem wojsk paragwajskich nad boliwijskimi zakończyła się wojna o Chaco.
- 11 czerwca – francuski liniowiec pasażerski SS Normandie zdobył Błękitną Wstęgę Atlantyku.
- 12 czerwca:
  - Paragwaj i Boliwia podpisały rozejm kończący wojnę o Chaco.
  - senator Huey Pierce Long z Luizjany wygłosił najdłuższe przemówienie w historii Senatu w USA, trwało ono 15½ godziny i zawierało 150 tys. słów.
- 13 czerwca:
  - co najmniej 90 osób zginęło w wyniku eksplozji w fabryce materiałów wybuchowych w niemieckiej Wittenberdze.
  - James Walter Braddock pokonał Maximiliana Adelberta „Madcap Maxie” Baer w walce bokserskiej o tytuł mistrz świata wagi ciężkiej. Walka ta została sportretowana w filmie Człowiek ringu (ang. Cinderella Man).
- 15 czerwca:
  - władze Prus Wschodnich wydały zakaz rozpowszechniania Krzyżaków Henryka Sienkiewicza.
  - rozpoczęto budowę pancernika Scharnhorst (pierwszy duży okręt niemiecki po złamaniu ograniczeń traktatu wersalskiego).
- 18 czerwca – Wielka Brytania zawarła z Niemcami układ o ograniczeniu zbrojeń na morzu (Niemcy miały prawo posiadania do 35% tonażu brytyjskiej floty nawodnej i do 45% tonażu floty podwodnej).
- 26 czerwca – w III Rzeszy wydano zarządzenie o obowiązkowej sześciomiesięcznej pracy na rzecz państwa przez mężczyzn w wieku 18–25 lat. Obowiązek miał być wypełniony poprzez pracę w Reichsarbeitsdienst.
- 29 czerwca – do służby w niemieckiej Kriegsmarine wszedł pierwszy międzywojenny okręt podwodny U-1.
- 1 lipca – powstało niemieckie przedsiębiorstwo produkujące autobusy i autokary Gottlob Auwärter GmbH & Co. KG znane dzisiaj jako Neoplan.
- 3 lipca – we włoskiej stoczni w Trieście zwodowano statek MS „Batory”.
- 5 lipca:
  - António de Oliveira Salazar stał się de facto dyktatorem faszystowskiej Portugalii.
  - prezydent Franklin Delano Roosevelt podpisał akt prawny (ang. National Labor Relations Act), który zabezpieczał prawa robotników w sektorze prywatnym gospodarki (między innymi legalizował zakładanie związków zawodowych).
- 9 lipca – Niemcy ogłosili program rozbudowy floty wojennej o: 2 pancerniki, 2 krążowniki, 16 niszczycieli i 28 okrętów podwodnych (o łącznej wyporności 107 500 ton).
- 16 lipca:
  - w San José w Kostaryce został założony klub piłkarski Deportivo Saprissa.
  - pierwszy licznik parkingowy, do pobierania opłat za parking, został zainstalowany w Oklahoma City.
- 24 lipca – fala burz piaskowych i upałów osiągnęła swój szczyt, w Chicago odnotowano rekordową temperaturę +44 °C (109 °F).
- 27 lipca – Nowy Ład Gospodarczy (ang. New Deal): w USA powstała organizacja wspierana przez rząd federalny (ang. Federal Writers’ Project) wspierająca pisarzy i artystów w czasie kryzysu.
- 28 lipca – dokonano oblotu bombowca Boeing B-17 Flying Fortress.
- 13 sierpnia – 111 osób zginęło po runięciu zapory i zatopieniu miast Molare i Ovada we włoskim Piemoncie.
- 14 sierpnia – Nowy Ład Gospodarczy (ang. New Deal): prezydent Stanów Zjednoczonych Franklin Delano Roosevelt podpisał akt prawny (ang. Social Security Act) gwarantujący między innymi emerytury, renty inwalidzkie, zasiłek dla bezrobotnych.
- 16 sierpnia – brytyjsko-duńska wyprawa zdobyła leżącą na Grenlandii Górę Gunnbjørna, najwyższy szczyt Arktyki (3694 m).
- 29 sierpnia – król Belgów Leopold III Koburg na drodze w Szwajcarii stracił panowanie nad kierownicą i uderzył w drzewo. W wypadku zginęła jego żona Astryda, będąca w ciąży z czwartym dzieckiem, on sam został lekko ranny.
- 31 sierpnia – radziecki górnik Aleksiej Stachanow podczas jednej zmiany wykonał 1475% normy (tj. wydobył 102 m³ węgla).
- 2 września – w czasie obchodzonego w USA Święta Pracy (ang. Labor Day) nad Florida Keys w stanie Floryda przeszedł huragan o niespotykanej sile, kategorii 5, z wiatrem o prędkości 298 km/h (185 mph). Huragan ten pozbawił życia 423 osoby.
- 10 września – Narodowi Syndykaliści usiłowali dokonać przewrotu w Portugalii.
- 13 września – Howard Hughes w czasie lotu samolotem Hughes H-1 Racer, ustanowił rekord prędkości, który wyniósł 566 km/h (352 mph).
- 15 września – niemiecki parlament Reichstag podczas wyjazdowego posiedzenia w Norymberdze uchwalił tzw. ustawy norymberskie: ustawę o obywatelstwie Rzeszy (według której pełnoprawnym obywatelem Rzeszy była tylko osoba krwi niemieckiej lub pokrewnej); ustawę o ochronie krwi niemieckiej i niemieckiej czci (która zabraniała małżeństw i stosunków płciowych między Żydami a Niemcami) oraz ustawę o barwach i fladze Rzeszy (wprowadzającą nową flagę państwową: czarną swastykę w białym kole na czerwonym tle – identyczną ze sztandarem partii NSDAP).
- 30 września – prezydent Stanów Zjednoczonych Franklin D. Roosevelt, wziął udział w uroczystościach dedykacji zapory wodnej na rzece Kolorado. W latach 1933–1947 oficjalną nazwą zapory było Boulder Dam, później Zapora Hoovera (ang. Hoover Dam).
- 3 października – wojska włoskie w sile 18 dywizji wkroczyły do Etiopii, przy protestach opinii publicznej i sankcjach Ligi Narodów.
- 6 października – Liga Narodów oficjalnie potępia Włochy za dokonanie agresji na Abisynię i przy międzynarodowym poparciu nakłada na kraj sankcje gospodarcze.
- 10 października:
  - w Grecji proklamowano monarchię.
  - w Niemczech w miejscowości Langenberg, tornado zniszczyło drewniany 160 metrowy maszt radiowy. Po tej katastrofie zaprzestano budowania drewnianych masztów radiowych.
- 5 listopada:
  - Milan Hodža został premierem Czechosłowacji.
  - w USA kompania produkująca zabawki i gry Parker Brothers, rozpoczęła sprzedaż gry Monopoly.
- 6 listopada – dokonano oblotu brytyjskiego myśliwca Hawker Hurricane.
- 8 listopada:
  - Nowy Ład Gospodarczy (ang. New Deal): przywódcy związków zawodowych z USA i Kanady, przy poparciu administracji prezydenta Franklina D. Roosevelta utworzyli organizację pod nazwą Kongres Przemysłowych Organizacji (ang. Congress of Industrial Organizations). Celem organizacji było organizowanie wśród robotników przemysłowych związków zawodowych. Później organizacja ta weszła w skład Amerykańskiej Federacji Pracowników (ang. American Federation of Labor AFL-CIO).
  - premiera filmu Bunt na Bounty.
- 14 listopada – w wyborach w Wielkiej Brytanii zwyciężyła Partia Konserwatywna co pozwoliło by premierem rządu został ponownie Stanley Baldwin.
- 15 listopada – Manuel Luis Quezon został prezydentem Filipin.
- 18 listopada:
  - odsłonięto Pomnik Wolności w Rydze.
  - Anglik Conrad Reginald Cooke dokonał pierwszego wejścia na siedmiotysięcznik Kabru w Himalajach.
- 23 listopada – Georgi Kjoseiwanow został premierem Bułgarii.
- 6 grudnia – Michael Savage został premierem Nowej Zelandii.
- 9 grudnia – początek konferencji 5 dużych mocarstw dot. zbrojeń morskich (Traktat londyński (1936))
- 12 grudnia – w Niemczech został przyjęty status organizacji Lebensborn. Prezesem stowarzyszenia został Heinrich Himmler, a celem „odnowienie krwi niemieckiej” i „hodowla nordyckiej rasy nadludzi”.
- 14 grudnia:
  - Tomáš Garrigue Masaryk z powodu złego stanu zdrowia zrezygnował z funkcji prezydenta Czechosłowacji.
  - Australijczyk Jack Metcalfe ustanowił w Sydney rekord świata w trójskoku (15,78 m).
- 17 grudnia – dokonano oblotu samolotu Douglas DC-3.
- 18 grudnia:
  - Edvard Beneš wybrany prezydentem Czechosłowacji.
  - Samuel Hoare ustąpił ze stanowiska ministra spraw zagranicznych Wielkiej Brytanii, zastąpił go Anthony Eden.
  - w Sri Lance powstała partia socjalistyczna – Lanka Sama Samaja Party.
- 23 grudnia – odbyło się wodowanie japońskiego lotniskowca „Sōryū”.
- 26 grudnia – w Wirginii utworzono Park Narodowy Shenandoah.
- 27 grudnia – Mao Zedong ogłosił manifest (Język chiński: 瓦窑堡宣言;Wayaobu), w którym przedstawił strategię walki z japońskim imperializmem, zaapelował o zjednoczenie w obliczu japońskiej inwazji.
- 31 grudnia – Charles Darrow opatentował grę planszową Monopoly.
- W USA było 4 mln członków związków zawodowych.

## Urodzili się
- 1 stycznia:
  - Edward Brzostowski, polski polityk (zm. 2020)
  - Brian G. Hutton, amerykański reżyser i aktor (zm. 2014)
  - Jan Tetter, polski pisarz
- 2 stycznia:
  - Grzegorz Bryll, polski matematyk (zm. 2017)
  - Jocelyn Delecour, francuski lekkoatleta, sprinter
  - David McKee, brytyjski pisarz i ilustrator (zm. 2022)
- 3 stycznia:
  - Richard Karp, amerykański informatyk
  - Giovanni Lajolo, włoski duchowny katolicki
- 4 stycznia:
  - Dorota Kempka, polska polityk
  - Walter Mahlendorf, niemiecki lekkoatleta
  - Floyd Patterson, amerykański bokser (zm. 2006)
- 5 stycznia:
  - Adela Dankowska, polska pilotka i polityk
  - Bidzjaagijn Daszgaj, mongolski biegacz narciarski i biathlonista, olimpijczyk
  - Wasił Metodiew, bułgarski piłkarz i trener piłkarski (zm. 2019)
- 6 stycznia:
  - Jędrzej Bukowski, polski romanista, tłumacz, dyplomata
  - Otmar Franz, niemiecki ekonomista, polityk
  - Margarita Gómez-Acebo, hiszpańska arystokratka
  - Jerzy Marchwiński, polski pianista, pedagog (zm. 2023)
  - Reinhold Pommer, niemiecki kolarz szosowy (zm. 2014)
  - Kacper Zalewski, polski fizyk teoretyk
- 7 stycznia:
  - Walerij Kubasow (ros. Валерий Николаевич Кубасов), radziecki kosmonauta (zm. 2014)
  - Józef Manowski, polski hokeista
- 8 stycznia:
  - Elvis Presley, amerykański piosenkarz (zm. 1977)
  - Robert Littell, amerykański pisarz
- 9 stycznia:
  - Dick Enberg, amerykański komentator sportowy (zm. 2017)
  - John McCormack, brytyjski bokser (zm. 2014)
- 10 stycznia:
  - Sherrill Milnes, amerykański śpiewak operowy
  - Angelo Mottola, włoski duchowny katolicki (zm. 2014)
  - Paweł Socha, polski biskup katolicki
  - Stefan Zgliczyński, polski lekarz
- 11 stycznia: 
  - Melvyn Hayes, brytyjski aktor
  - Colm O’Reilly, irlandzki duchowny katolicki
- 14 stycznia – Lucile Wheeler, kanadyjska narciarka alpejska
- 15 stycznia:
  - Eligiusz Grabowski, polski kolarz (zm. 2021)
  - Robert Silverberg, amerykański pisarz
  - Koosje van Voorn, holenderska pływaczka (zm. 2018)
- 16 stycznia:
  - A.J. Foyt, amerykański kierowca wyścigowy
  - Inger Christensen, duńska pisarka, poetka (zm. 2009)
  - Joachim Grubich, polski organista i profesor sztuki (zm. 2025)
  - Udo Lattek, niemiecki piłkarz i trener (zm. 2015)
- 18 stycznia:
  - Genowefa Migas, polska florecistka, trenerka
  - Ernest Skalski, polski dziennikarz, publicysta
- 19 stycznia:
  - Henryk Bielski, polski reżyser (zm. 2025)
  - François Couchepin, szwajcarski polityk (zm. 2023)
  - Janusz Czerski, polski biblista
  - Sten Eriksson, szwedzki biathlonista
  - Stanisław Łabęcki, polski malarz
- 20 stycznia – Ugo Benelli, włoski śpiewak operowy
- 22 stycznia:
  - Seymour Cassel, amerykański aktor (zm. 2019)
  - Wiktor Kulerski, polski polityk
  - Pierre S. du Pont, IV, amerykański polityk, gubernator Delaware (zm. 2021)
- 23 stycznia – Paul Iby, austriacki duchowny katolicki
- 24 stycznia – Janusz Maciej Hereźniak, polski biolog, botanik (zm. 2016)
- 25 stycznia:
  - Conrad Burns, amerykański polityk, senator ze stanu Montana (zm. 2016)
  - Don Duguid, kanadyjski curler
  - Franco Nenci, włoski bokser (zm. 2020)
  - António Ramalho Eanes, portugalski wojskowy, polityk, prezydent Portugalii
- 26 stycznia:
  - Corrado Augias, włoski dziennikarz, pisarz i prezenter telewizyjny
  - Friðrik Ólafsson islandzki polityk, prawnik i szachista (zm. 2025)
  - Zbigniew Penherski, polski kompozytor (zm. 2019)
- 27 stycznia:
  - Adam Broż, polski historyk sztuki i dziennikarz
  - Donald Michael Thomas, brytyjski pisarz, poeta, tłumacz (zm. 2023)
- 28 stycznia:
  - Łeonid Hrabowski, ukraiński kompozytor
  - David Lodge, brytyjski pisarz (zm. 2025)
  - Helena Maria Sawicka, polski artysta plastyk, twórca ekslibrisów (zm. 2024)
- 29 stycznia – Luboš Kohoutek, czeski astronom (zm. 2023)
- 30 stycznia:
  - Richard Brautigan, amerykański prozaik, poeta (zm. 1984)
  - Elsa Martinelli, włoska aktorka, modelka (zm. 2017)
  - Clint Ronald Roberts, amerykański polityk (zm. 2017)
  - Maria Sturm, niemiecka lekkoatletka, wieloboistka (zm. 2019)
  - Jean Tiberi, francuski polityk, mer Paryża (zm. 2025)
- 31 stycznia:
  - Tulio Duque Gutiérrez, kolumbijski duchowny katolicki
  - Kenzaburō Ōe (jap. 大瀬村 Ōse-mura?), japoński prozaik i eseista, laureat Nagrody Nobla (zm. 2023)
  - Edward Włodarczyk, polski generał (zm. 2023)
- 1 lutego – Władimir Aksionow, radziecki kosmonauta (zm. 2024)
- 2 lutego:
  - Juliusz Paetz, polski biskup katolicki (zm. 2019)
  - Wolfgang W.E. Samuel, amerykański wojskowy, pisarz, publicysta
  - Josef Trousil, czeski lekkoatleta, sprinter
  - Jewgienij Wielichow, rosyjski fizyk teoretyczny (zm. 2024)
- 3 lutego:
  - Elżbieta Gellner, polska pływaczka
  - Jeremy Kemp, brytyjski aktor (zm. 2019)
  - Georgi Miszew, bułgarski pisarz, scenarzysta i redaktor
  - Franco Reviglio, włoski polityk
- 4 lutego – Barbara Ślizowska, polska gimnastyczka (zm. 2023)
- 5 lutego – Zbigniew Balik, polski polityk
- 7 lutego:
  - Cliff Jones, walijski piłkarz
  - Herbert Kohl, amerykański polityk, senator ze stanu Wisconsin (zm. 2023)
  - Karol Madaj, polski trener kolarstwa
  - Antoni Nurzyński, polski operator filmowy (zm. 1974)
- 8 lutego:
  - Iwan Bielajew, ukraiński lekkoatleta
  - Romuald Karaś, polski dziennikarz, reportażysta, publicysta, dramaturg, autor słuchowisk radiowych oraz scenariuszy filmowych i audycji telewizyjnych
  - Bernice Morgan, kanadyjska pisarka
  - Jan Wieczorek, polski biskup katolicki (zm. 2023)
- 9 lutego – Liam Kavanagh, irlandzki polityk (zm. 2021)
- 10 lutego:
  - Miroslav Blažević, chorwacki trener piłkarski (zm. 2023)
  - Andrzej Gawroński, polski aktor dubbingowy (zm. 2020)
  - Gunnar Stålsett, norweski duchowny protestancki, teolog i polityk
  - Tadeusz Strugała, polski dyrygent
- 11 lutego:
  - Rudi Hoffmann, niemiecki piłkarz (zm. 2020)
  - Gene Vincent, amerykański piosenkarz i gitarzysta rockowy (zm. 1971)
- 13 lutego:
  - Lucjan Laprus, polski dyrygent, chórmistrz i pedagog
  - Peter Rosazza, amerykański duchowny katolicki
  - Marian Szamatowicz, polski ginekolog
- 14 lutego:
  - Edmund Lawrence, ekonomista z Saint Kitts i Nevis
  - Jan Pacławski, polski historyk literatury
  - Krystyna Sienkiewicz, polska aktorka (zm. 2017)
  - Michael Wheeler, brytyjski lekkoatleta (zm. 2020)
  - Grigore Vieru, mołdawski poeta (zm. 2009)
- 15 lutego:
  - Susan Brownmiller, amerykańska dziennikarka, feministka, pisarka (zm. 2025)
  - Andrzej Wiszniewski, polski inżynier
- 16 lutego:
  - Sonny Bono, amerykański piosenkarz, producent muzyczny, polityk (zm. 1998)
  - Iwan Połozkow, radziecki polityk
- 17 lutego:
  - Frederick Chien, tajwański polityk i dyplomata
  - Christina Pickles, amerykańska aktorka
  - Alenka Rančić, jugosłowiańska i serbska aktorka (zm. 2005)
  - Konstanty Wiazowski, polski duchowny i teolog baptystyczny
- 18 lutego:
  - Emilio Alluè, amerykański duchowny katolicki (zm. 2020)
  - Michel Aoun, libański polityk, prezydent Libanu
  - Nicolás Antonio Castellanos Franco, hiszpański duchowny katolicki, biskup diecezji Palencia (zm. 2025)
  - Antonio Marzano, włoski ekonomista, nauczyciel akademicki i polityk
- 19 lutego – Janusz Wąsowicz, polski historyk sztuki, marszand, muzealnik
- 21 lutego – Adam Sygor, polski pisarz
- 22 lutego:
  - Danilo Kiš, serbski pisarz (zm. 1989)
  - Ryszard Orski, polsko-amerykański rzeźbiarz (zm. 2021)
- 24 lutego – Ryhor Baradulin, białoruski poeta, eseista, tłumacz (zm. 2014)
- 25 lutego: 
  - Jadwiga Chudziakowa, polska archeolog
  - Pepe, brazylijski piłkarz
- 26 lutego:
  - Marianna Korolewska, polska spadochroniarka, reprezentantka Polski
  - Roman Malinowski, polski polityk, wicepremier, minister przemysłu spożywczego i skupu, marszałek Sejmu PRL (zm. 2021)
  - Artur Rasizadə, azerski polityk
- 27 lutego:
  - Roman Duda, polski matematyk
  - Mirella Freni, włoska śpiewaczka operowa (zm. 2020)
- 28 lutego:
  - Maciej Iłowiecki, polski dziennikarz (zm. 2023)
  - Wiesław Śladkowski – polski historyk, wykładowca akademicki (UMCS), badacz stosunków polsko-francuskich
- 1 marca:
  - Francis Folorunsho Clement Alonge, nigeryjski duchowny katolicki, biskup Ondo
  - Ernest Bryll, polski poeta (zm. 2024)
  - Robert Conrad, amerykański aktor (zm. 2020)
  - Yola Ramírez, meksykańska tenisistka (zm. 2025)
- 2 marca – Andrzej Woszczyk, polski astronom (zm. 2011)
- 3 marca:
  - Malcolm Anderson, tenisista australijski
  - Mario Busquets Jordá, hiszpański duchowny katolicki, prałat terytorialny Chuquibamba
  - Wojciech Noszczyk, polski naukowiec
  - Michael Walzer, amerykański filozof
- 4 marca:
  - Carlo Casini, włoski prawnik, polityk (zm. 2020)
  - Edward Dębicki, polski poeta, akordeonista i kompozytor
  - Bent Larsen, duński szachista (zm. 2010)
  - Stanisław Moskal, polski naukowiec i pisarz (zm. 2019)
- 5 marca – Jody Alderson, amerykańska pływaczka (zm. 2021)
- 6 marca:
  - Alicja Ciężkowska, polska dyplomatka (zm. 2020)
  - Ron Delany, irlandzki lekkoatleta średniodystansowiec
- 7 marca:
  - Giuseppe Anfossi, włoski duchowny katolicki
  - Edmund Mikołajczyk, polski instruktor samolotowy i szybowcowy, trener i reprezentant Polski, chirurg
- 8 marca:
  - Akira Kitaguchi, japoński piłkarz
  - Henryk Krupa, polski lekarz, polityk, senator RP (zm. 2003)
  - Antoni Jozafat Nowak, polski franciszkanin, antropolog (zm. 2013)
  - Jolanta Rostworowska, polska muzykolożka
- 10 marca:
  - Manfred Germar, niemiecki lekkoatleta
  - Dinko Petrow, bułgarski zapaśnik
  - Grzegorz Polakow, polski piłkarz, trener
- 11 marca:
  - Nancy Kovack, amerykańska aktorka
  - Krystyna Pecold, polska okulistka
- 12 marca:
  - John Doherty, angielski piłkarz (zm. 2007)
  - Władysław Gwiazda, polski ekonomista, polityk, minister współpracy gospodarczej z zagranicą, wicepremier (zm. 1998)
  - Andrzej Lewandowski, polski dziennikarz sportowy
  - Paul John Marx, francuski duchowny katolicki, misjonarz Najświętszego Serca Jezusowego, koadiutor i biskup Keremy (zm. 2018)
  - Wałentyna Szewczenko, ukraińska polityk, przewodnicząca Prezydium Rady Najwyższej Ukraińskiej SRR (zm. 2020)
- 14 marca:
  - Per Jersild, szwedzki lekarz i pisarz
  - Ryszard Pregiel, polski działacz gospodarczy, przedsiębiorca i informatyk
- 15 marca:
  - David Andrews, irlandzki polityk
  - Nabil al-Arabi, egipski prawnik i dyplomata (zm. 2024)
  - Anna Franczak, polska handlowiec i polityk, poseł na Sejm PRL (zm. 2010)
  - Judd Hirsch, amerykański aktor filmowy i telewizyjny
  - Lidia Krupa-Surdyka, polska piłkarka ręczna
  - Jimmy Swaggart, amerykański pastor, pisarz i muzyk (zm. 2025)
- 16 marca:
  - Teresa Berganza, hiszpańska śpiewaczka operowa (zm. 2022)
  - Lorenzo Chiarinelli, włoski duchowny katolicki, biskup Viterbo (zm. 2020)
  - Siergiej Jurski, rosyjski aktor (zm. 2019)
  - Robert Kay, australijski rugbysta (zm. 2011)
- 17 marca:
  - Valerio Adami, włoski malarz
  - Luis Goytisolo, hiszpański pisarz i publicysta
  - Óscar Panno, argentyński szachista
  - Vladimir Popović, serbski piłkarz i trener piłkarski (zm. 2020)
  - Zbigniew Ryndak, polski prozaik (zm. 2021)
  - Hrvoje Šarinić, chorwacki polityk i inżynier, premier Chorwacji w latach 1992–1993 (zm. 2017)
  - Hans Wollschläger, niemiecki pisarz, tłumacz, historyk, wydawca, teoretyk muzyki, organista (zm. 2007)
  - Bogusław Zakrzewski, polski dyplomata
- 18 marca – Antoni Naguib, egipski kardynał (zm. 2022)
- 19 marca:
  - Youssef Mohsen Béchara, libański duchowny maronicki (zm. 2020)
  - Janne Stefansson, szwedzki biegacz narciarski
- 21 marca:
  - Stanisław Gębala, polski polityk, minister pracy i polityki socjalnej (zm. 2019)
  - Filaret (Wachromiejew), białoruski duchowny prawosławny (zm. 2021)
  - Branislav Simić, serbski zapaśnik
- 22 marca:
  - Mieczysław Janowski, polski aktor (zm. 2021)
  - Michael Emmet Walsh, amerykański aktor (zm. 2024)
- 23 marca:
  - Zygmunt Białas, polski geolog
  - Hans Lenk, niemiecki filozof (zm. 2024)
  - Aleksander Wilkoń, polski językoznawca (zm. 2022)
- 24 marca:
  - Mary Berry, brytyjska autorka książek i telewizyjnych programów kulinarnych
  - Peter Bichsel, szwajcarski pisarz (zm. 2025)
  - Carol Kaye, amerykańska instrumentalistka
  - Gabriele Sboarina, włoski polityk
  - Angela Zilia, grecka aktorka i piosenkarka (zm. 2023)
- 25 marca:
  - Izabella Cywińska, polska reżyserka teatralna i filmowa, krytyk teatralny, polityk, minister kultury i sztuki (zm. 2023)
  - Halina Kralowa, polska tłumaczka literatury
  - Jan Naskręt, polski działacz opozycji antykomunistycznej
- 26 marca
  - Mahmud Abbas (arab. محمود عباس), palestyński przywódca
  - Stig Pettersson, szwedzki lekkoatleta
- 27 marca:
  - Włodzimierz Bednarski, polski aktor (zm. 2020)
  - Julian Glover, brytyjski aktor
  - Bonifacy Miązek, polski poeta, krytyk literacki i historyk literatury (zm. 2018)
- 28 marca:
  - Michael Parkinson, brytyjski dziennikarz (zm. 2023)
  - Józef Szmidt, polski lekkoatleta, trójskoczek (zm. 2024)
- 29 marca – Wolfgang Uhlmann, niemiecki szachista (zm. 2020)
- 30 marca:
  - Kōji Kamoji, japoński malarz, twórca instalacji
  - Janusz Łukaszewski, polski prawnik
  - Gordon Mumma, amerykański kompozytor
- 31 marca: 
  - Herb Alpert, amerykański trębacz, kompozytor, autor piosenek, piosenkarz
  - Elżbieta Cichla-Czarniawska, polska poetka i powieściopisarka
- 1 kwietnia:
  - Carla Marchelli, włoska narciarka alpejska
  - Fernando del Paso, meksykański pisarz, eseista i poeta (zm. 2018)
  - Josef Topol, czeski dramatopisarz, prozaik i tłumacz (zm. 2015)
- 2 kwietnia:
  - Marek Nowakowski, polski pisarz, aktor i scenarzysta (zm. 2014)
  - Szimon Redlich, izraelski historyk
  - Ivo Trumbić, chorwacki piłkarz wodny (zm. 2021)
- 3 kwietnia:
  - Zygmunt Hajduk, polski duchowny (zm. 2025)
  - Märta Tikkanen, fińsko-szwedzka pisarka
- 4 kwietnia:
  - Muhammad Basindawa, jemeński polityk, premier Jemenu
  - Hans-Georg Koitz, niemiecki duchowny katolicki
  - François-Bernard Mâche, francuski kompozytor
  - Pia Riva, włoska narciarka
- 5 kwietnia:
  - Giovanni Cianfriglia, włoski aktor (zm. 2024)
  - Donald Lynden-Bell, angielski astronom i astrofizyk (zm. 2018)
  - Stanisław Mędala, polski prezbiter rzymskokatolicki (zm. 2025)
  - Bruno Zambrini, włoski kompozytor i producent muzyczny
- 6 kwietnia:
  - Colin Hart, brytyjski dziennikarz (zm. 2025)
  - Alicja Karłowska-Kamzowa, polska historyk sztuki (zm. 1999)
  - Elisabeth Rehn, fińska polityk
  - Luis del Sol, hiszpański piłkarz (zm. 2021)
- 7 kwietnia
  - Kazuo Abe, japoński zapaśnik
  - Harry Crews, amerykański powieściopisarz i eseista (zm. 2012)
- 8 kwietnia – Ryszard Linek, polski trener boksu (zm. 2022)
- 9 kwietnia:
  - Rajmund Jarosz, polski aktor
  - Marek Nowicki, polski operator i reżyser filmowy
  - Aulis Sallinen, fiński kompozytor
- 10 kwietnia:
  - Peter Hollingworth, australijski duchowny anglikański
  - Jerzy Milian, polski muzyk, malarz i kompozytor (zm. 2018)
  - Mosze Nissim, izraelski polityk
  - Percival James Patterson, polityk jamajski
- 11 kwietnia – Judith Reisman, amerykańska badaczka edukacji seksualnej i mediów (zm. 2021)
- 12 kwietnia:
  - Alina Perth-Grabowska, polska dziennikarka, publicystka (zm. 2006)
  - Aldo Puglisi, włoski aktor (zm. 2024)
  - Heinz Schneiter, piłkarz szwajcarski (zm. 2017)
- 13 kwietnia:
  - Zofia Bajuk, polska aktorka (zm. 2022)
  - Lyle Waggoner, amerykański aktor i rzeźbiarz (zm. 2020)
- 14 kwietnia:
  - Erich von Däniken, szwajcarski pisarz i publicysta, czołowy popularyzator koncepcji wpływu istot pozaziemskich na życie ludzi w czasach przedhistorycznych
  - Andrzej Gwiazda, polski działacz związkowy
  - Alojzy Łysko, polski piłkarz (zm. 2021)
  - Jack McDevitt, amerykański pisarz science fiction
- 15 kwietnia – Gianni Letta, włoski dziennikarz, polityk
- 16 kwietnia:
  - Alicja Szastyńska-Siemion, polska humanistka, profesor nauk humanistycznych
  - Bobby Vinton, amerykański piosenkarz polskiego pochodzenia
- 17 kwietnia:
  - Teo Angelopoulos, grecki reżyser (zm. 2012)
  - Michał Beltoja, albański duchowny katolicki, męczennik, błogosławiony (zm. 1974)
- 18 kwietnia:
  - Joel Hefley, amerykański polityk, kongresmen
  - Józefa Ledwig, polska siatkarka
  - Paul A. Rothchild, amerykański producent muzyczny (zm. 1995)
- 19 kwietnia:
  - Dudley Moore, angielski aktor, komik i muzyk (zm. 2002)
  - Justin Francis Rigali, amerykański duchowny katolicki, kardynał
  - Josef Vojta, czeski piłkarz (zm. 2023)
- 20 kwietnia:
  - Mario Camus, hiszpański reżyser i scenarzysta filmowy (zm. 2021)
  - Stanisław Cieśliński, polski inżynier leśnik
  - Tomás Osvaldo González Morales, chilijski duchowny katolicki, biskup Punta Arenas (zm. 2022)
  - Kim Hi T’aek, północnokoreański polityk (zm. 2023)
  - Jurij Siemionow, rosyjski naukowiec
- 21 kwietnia:
  - Robin Dixon, brytyjski arystokrata, bobsleista, polityk
  - Arnaud Geyre, francuski kolarz (zm. 2018)
  - Charles Grodin, amerykański aktor (zm. 2021)
  - Czesław Kłak, polski historyk literatury polskiej
- 22 kwietnia:
  - Fiorenza Cossotto, włoska śpiewaczka operowa
  - Belo Kapolka, słowacki pisarz, taternik, nosicz i kierownik tatrzańskich schronisk (zm. 1994)
- 23 kwietnia:
  - Stanisław Kowalski, polski polityk, samorządowiec, prezydent Torunia
  - Franco Citti, włoski aktor, reżyser i scenarzysta filmowy (zm. 2016)
  - Tom Doherty, amerykański wydawca
  - Giuseppe Gargani, włoski prawnik, polityk
- 24 kwietnia:
  - Jerzy Godziszewski, polski pianista i pedagog (zm. 2016)
  - Andrzej Grodzicki, polski geolog (zm. 2024)
  - Tomasz Hopfer, polski dziennikarz sportowy (zm. 1982)
  - Elisabeta Polihroniade, rumuńska szachistka (zm. 2016)
- 25 kwietnia:
  - John Kevin Boland, amerykański duchowny katolicki
  - Jurij Entin, rosyjski pisarz, poeta, dramaturg, autor scenariuszy oraz tekstów piosenek
  - Karl Gustav Jöreskog, szwedzki statystyk
  - Li Ao, tajwański pisarz, satyryk i eseista (zm. 2018)
  - Lola Novaković, serbska piosenkarka (zm. 2016)
  - James Peebles, kanadyjski astronom i kosmolog, laureat Nagrody Nobla
- 26 kwietnia:
  - Gerardo Pierro, włoski duchowny katolicki, arcybiskup Salerno-Campagna-Acerno (zm. 2025)
  - Paweł Saar, polski polityk, poseł na Sejm RP (zm. 2022)
- 27 kwietnia:
  - Magda Leja, polska pisarka, autorka utworów dla dzieci (zm. 2006)
  - Ronald Morris, amerykański lekkoatleta (zm. 2024)
- 28 kwietnia:
  - Thomas Baxter, australijski rugbysta i inżynier (zm. 2019)
  - Wenanty Zubert, polski kanonista, profesor KUL, franciszkanin (zm. 2015)
- 30 kwietnia – António Montes Moreira, portugalski duchowny katolicki, biskup Bragança-Miranda
- 1 maja – Jacek Pankiewicz, polski prozaik
- 2 maja:
  - Fajsal II (arab. الملك فيصل الثاني), król Iraku z dynastii Haszymitów (zm. 1958)
  - Pál B. Nagy, węgierski szermierz
  - Luis Suárez Miramontes, hiszpański piłkarz (zm. 2023)
  - Maria Wosiek, polska teatrolog
- 3 maja – Sture Ohlin, szwedzki biathlonista (zm. 2023)
- 4 maja:
  - Teodozja Borkowska, polska farmaceutka, polityk, poseł na Sejm PRL
  - José Luandino Vieira, angolski pisarz pochodzenia portugalskiego
  - José Sanfilippo, argentyński piłkarz
- 5 maja:
  - Maciej Bossak, polski inżynier (zm. 2025)
  - Stanisław Jaroszyński, polski aktor (zm. 1994)
  - Bernard Pivot, francuski dziennikarz, krytyk literacki i prezenter (zm. 2024)
  - Robert Rehme, amerykański producent filmowy
- 6 maja – Frederick James Carmichael, kanadyjski pilot zawodowy, przedsiębiorca i działacz autochtoniczny
- 7 maja – Gérard Lefranc, francuski szpadzista (zm. 2025)
- 8 maja:
  - Jack Charlton, angielski piłkarz (zm. 2020)
  - Jerry Moss, amerykański współzałożyciel wytwórni płytowej A&M Records (zm. 2023)
- 9 maja:
  - Roger Hargreaves, brytyjski pisarz i ilustrator książek dla dzieci (zm. 1988)
  - Claudio Pellegrini, włosko-amerykański fizyk
  - Halina Poświatowska, polska poetka (zm. 1967)
- 11 maja: 
  - Ludgarda Buzek, polska chemik, działaczka samorządowa
  - Bolesław Gromnicki, polski aktor, piosenkarz, parodysta (zm. 2017)
  - Douglas McDonald, kanadyjski wioślarz
  - Stuart O’Connell, nowozelandzki duchowny katolicki, biskup Rarotonga (zm. 2019)
- 12 maja:
  - Bob Burns, amerykański aktor
  - Gary Peacock, amerykański kontrabasista jazzowy (zm. 2020)
- 13 maja:
  - Luciano Benetton, przedsiębiorca włoski
  - Jan Saudek, czeski fotografik
  - Charles Treger, amerykański skrzypek i pedagog (zm. 2023)
- 14 maja:
  - Mel Charles, walijski piłkarz (zm. 2016)
  - Iwan Dimitrow, bułgarski piłkarz (zm. 2019)
- 15 maja:
  - Barry Desmond, irlandzki polityk, eurodeputowany
  - Józef Szabłowski, profesor, doktor habilitowany, rektor Wyższej Szkoły Finansów i Zarządzania w Białymstoku
- 16 maja:
  - Sebastiano Dho, włoski duchowny katolicki, biskup Alba Pompeia (zm. 2021)
  - Yvon Douis, francuski piłkarz (zm. 2021)
- 17 maja – Nemesi Marqués Oste, andorski katolicki ksiądz
- 18 maja:
  - Jerzy Antkowiak, polski projektant mody
  - Feliks Pieczka, polski geolog, poseł na Sejm RP (zm. 2024)
- 19 maja:
  - Cecil McBee, amerykański kontrabasista jazzowy
  - Alicja Helman, polska teoretyczka i historyczka filmu (zm. 2021)
- 20 maja:
  - Hanna Krall, polska pisarka, dziennikarka
  - José Mujica, urugwajski polityk, prezydent Urugwaju (zm. 2025)
  - Dino Saluzzi, argentyński instrumentalista, kompozytor i aranżer
- 22 maja:
  - Julian Gozdowski, polski nauczyciel i trener narciarstwa, inicjator Biegu Piastów
  - Bertil Nyström, szwedzki zapaśnik
  - Léon Kengo Wa Dondo, polityk zairski i kongijski
- 23 maja:
  - Marcos Coll, kolumbijski piłkarz (zm. 2017)
  - Susan Cooper, brytyjska pisarka
  - Bronisław Tusk, polski rzeźbiarz, ceramik, malarz (zm. 2000)
- 24 maja:
  - Janusz Cichalewski, polski dziennikarz, prezenter telewizyjny, aktor, reżyser estradowy
  - Daniela Walkowiak, polska kajakarka
- 25 maja – Wincenty Kućma, polski rzeźbiarz
- 27 maja:
  - Ramsey Lewis, amerykański pianista i kompozytor (zm. 2022)
  - Lee Meriwether, amerykańska aktorka i modelka
- 28 maja – Wilhelm Kurtz, polski duchowny katolicki, srcybiskup Madang (Papua-Nowa Gwinea) (zm. 2023)
- 29 maja:
  - Teresa Belczyńska, polska aktorka (zm. 1996)
  - André Brink, południowoafrykański pisarz (zm. 2015)
  - Boro Drašković, serbski reżyser, dramaturg i scenarzysta
  - Edward Szpilewski, polski matematyk (zm. 2017)
- 30 maja – Helena Walicka, polska robotnica, poseł na Sejm PRL (zm. 2022)
- 31 maja:
  - Jim Bolger, nowozelandzki polityk pochodzenia irlandzkiego, premier Nowej Zelandii
  - María Galiana, hiszpańska aktorka
  - Albert Heath, amerykański perkusista jazzowy (zm. 2024)
- 1 czerwca:
  - Percy Adlon, niemiecki reżyser (zm. 2024)
  - Huguette Bouchardeau, francuska polityk
  - Przemek Dyakowski, polski saksofonista jazzowy
  - Norman Foster, brytyjski architekt
  - Jim George, amerykański sztangista
  - Antoni Jackowski, polski geograf
  - Tadeusz Matyjek, polski polityk, poseł na Sejm RP
  - Andrzej Żarnecki, polski aktor (zm. 2014)
- 2 czerwca:
  - Jerzy Pawłowski, polski wioślarz
  - Anthony Powell, brytyjski kostiumograf filmowy (zm. 2021)
  - Bohdan Rymaszewski, polski architekt i historyk (zm. 2016)
  - Carol Shields, amerykańska powieściopisarka i poetka (zm. 2003)
- 3 czerwca:
  - Andrzej Garlicki, polski historyk (zm. 2013)
  - Carlos Jiménez Villarejo, hiszpański prawnik, prokurator, polityk, eurodeputowany
  - Jacques Poos, luksemburski polityk (zm. 2022)
  - Maria Wawszczyk, polska aktorka
- 4 czerwca – Kazimierz Zimny, polski lekkoatleta (zm. 2022)
- 5 czerwca:
  - Helmut Benthaus, niemiecki piłkarz, trener
  - Anne Pashley, brytyjska lekkoatletka, sprinterka (zm. 2016)
  - Elżbieta Seferowicz, polska polityk, posłanka na Sejm RP
- 6 czerwca
  - Bogdan Gadomski, polski historyk
  - Jon Henricks, australijski pływak
- 7 czerwca – Engelbert Jarek, polski piłkarz (zm. 2017)
- 8 czerwca – Carolyn Meyer, amerykańska pisarka
- 9 czerwca:
  - Łukasz Czuma, polski ekonomista (zm. 2012)
  - Knut Ipsen, niemiecki prawnik (zm. 2022)
- 10 czerwca:
  - Vic Elford, brytyjski kierowca wyścigowy (zm. 2022)
  - Marian Filipiak, polski socjolog, religioznawca, biblista
  - Ruchl Fiszman, izraelska poetka tworząca w jidysz (zm. 1984)
  - Maria Powalisz-Bardońska, polska witrażystka (zm. 2021)
- 11 czerwca – Charles McDonald, irlandzki polityk i rolnik
- 13 czerwca:
  - Christo Jawaszew (bułg. Христо Явашев), amerykański artysta pochodzenia bułgarskiego, jeden z twórców sztuki krajobrazu (zm. 2020)
  - Ludmiła Czernych, radziecka i rosyjska astronom (zm. 2017)
  - Walerian Kiezik, polski artysta fotograf
  - Antoni Kuczyński, polski historyk i etnolog
  - Enzo Robotti, włoski piłkarz
  - Samak Sundaravej (Język tajski – สมัคร สุนทรเวช), tajski polityk, premier Tajlandii (zm. 2009)
- 14 czerwca – Jorge Tobias de Freitas, brazylijski duchowny katolicki, biskup Nazaré
- 15 czerwca – Krystyna Skarżyńska-Bocheńska, polska arabistka i islamistka
- 16 czerwca – James Bolam, brytyjski aktor
- 17 czerwca:
  - Zygmunt Cybulski, polski chemik (zm. 2023)
  - José María Gil-Robles, hiszpański polityk (zm. 2023)
  - Jerzy Kołodziejczak, polski uczony (zm. 2022)
- 18 czerwca:
  - Czesław Cybulski, polski trener lekkiej atletyki (zm. 2022)
  - Marek Paszucha, polski inżynier, sędzia i działacz koszykarski
  - Jurij Sołomin, rosyjski aktor i reżyser (zm. 2024)
- 19 czerwca:
  - Rodrigo Borja Cevallos, ekwadorski adwokat, polityk, prezydent Ekwadoru
  - Lechosław Herz, polski aktor, krajoznawca
  - Krzysztof Litwin, polski aktor (zm. 2000)
- 20 czerwca – Lech Charewicz, polski artysta fotograf
- 21 czerwca:
  - Monte Markham, amerykański aktor filmowy i telewizyjny
  - Renate Marsch-Potocka, niemiecka dziennikarka
  - Françoise Sagan, francuska pisarka (zm. 2004)
  - Ágnes Simon, tenisistka stołowa (zm. 2020)
- 22 czerwca:
  - Leonel Mário d’Alva, polityk Wysp Świętego Tomasza i Książęcej i pierwszy premier
  - Władysław Ziółek, polski biskup katolicki
- 23 czerwca:
  - Keith Burkinshaw, angielski piłkarz, trener
  - Luis Morgan Casey, amerykański duchowny katolicki, biskup pomocniczy La Paz, wikariusz apostolski Pando (zm. 2022)
  - György Kárpáti, węgierski piłkarz wodny (zm. 2020)
  - Günter Lörke, niemiecki kolarz szosowy
  - John Mortimer Smith, amerykański duchowny katolicki (zm. 2019)
  - Aleksandra Mróz, polska pływaczka (zm. 2015)
- 24 czerwca:
  - Juan Agüero, paragwajski piłkarz (zm. 2018)
  - Terry Riley, amerykański kompozytor
- 25 czerwca:
  - (lub 1937) Eddie Floyd, amerykański piosenkarz soulowy i rhythm n bluesowy
  - Michaił Woskriesienski, rosyjski pianista, pedagog
- 26 czerwca:
  - Carlo Facetti, włoski kierowca wyścigowy
  - Jan Kłossowicz, polski krytyk teatralny
  - Wilhelm Schraml, niemiecki duchowny katolicki (zm. 2021)
- 28 czerwca:
  - Adam Łomnicki, polski biolog (zm. 2021)
  - Nicola Tempesta, włoski judoka, olimpijczyk (zm. 2021)
  - Andrzej Zakrzewski, polski reżyser (zm. 2021)
- 30 czerwca – Valentino Gasparella, włoski kolarz
- 1 lipca:
  - James Cotton, amerykański muzyk (zm. 2017)
  - David Prowse, amerykański aktor, znany z roli Dartha Vadera z serii filmów Gwiezdne wojny (zm. 2020)
- 2 lipca:
  - Siergiej Chruszczow, rosyjski inżynier, historyk i politolog (zm. 2020)
  - Göte Nordin, szwedzki żużlowiec (zm. 2023)
- 3 lipca:
  - Osvaldo Bagnoli, włoski piłkarz
  - Harrison Schmitt, amerykański geolog, astronauta, polityk, senator ze stanu Nowy Meksyk
- 4 lipca:
  - Narciso Ibáñez Serrador, hiszpański reżyser i scenarzysta filmowy (zm. 2019)
  - Anneliese Gerhards, niemiecka lekkoatletka
  - Józef Meisel, polski lekarz, polityk, poseł na Sejm RP
  - Leonid Potapow, rosyjski inżynier, polityk, prezydent Buriacji (zm. 2020)
  - María Rodas, salwadorska polityczka (zm. 2016)
- 5 lipca:
  - Krystyna Jazieniecka-Wytyczak, polska lekarz internista
  - Maria Ronczewska, polska pływaczka
  - Krzysztof Szmagier, polski reżyser filmowy i dokumentalista (zm. 2011)
  - Szewach Weiss (hebr. שבח וייס), izraelski polityk, profesor nauk politycznych (zm. 2023)
- 6 lipca:
  - Dalajlama XIV, właśc. Hlamo Dönodrup, duchowy i polityczny przywódca Tybetu, laureat Pokojowej Nagrody Nobla
  - Konstanty Tarasiewicz, białoruski inżynier, działacz polskiej mniejszości narodowej
- 7 lipca:
  - Rolf Ekéus, szwedzki dyplomata
  - Guy-Paul Noujaim, libański duchowny maronicki
- 8 lipca:
  - Roar Johansen, norweski piłkarz (zm. 2015)
  - Witalij Siewastjanow (ros. Виталий Иванович Севастьянов), kosmonauta radziecki (zm. 2010)
- 9 lipca:
  - Wim Duisenberg, holenderski ekonomista i polityk, pierwszy prezes Europejskiego Banku Centralnego (zm. 2005)
- 11 lipca:
  - Zygmunt Bartoszewicz, polski polityk, poseł na Sejm RP (zm. 2010)
  - Stanisław Nowak, polski biskup katolicki (zm. 2021)
- 12 lipca:
  - Satoshi Ōmura, japoński biochemik, laureat Nagrody Nobla
  - Hans Tilkowski, niemiecki piłkarz (zm. 2020)
- 13 lipca:
  - Jack McKinney, amerykański trener koszykarski (zm. 2018)
  - Jerzy Apanowicz, polski komandor (zm. 2018)
  - Jack Kemp, amerykański polityk i zawodowy futbolista (zm. 2009)
  - Jarosław Marek Rymkiewicz, polski poeta, eseista, dramaturg i krytyk literacki (zm. 2022)
  - Kurt Westergaard, duński rysownik (zm. 2021)
  - Monique Wittig, francuska pisarka, feministka (zm. 2003)
- 14 lipca:
  - Donald Arnold, kanadyjski wioślarz (zm. 2021)
  - Eiichi Negishi, japoński chemik, laureat Nagrody Nobla (zm. 2021)
  - Svend Aage Rask, duński piłkarz, bramkarz (zm. 2020)
- 15 lipca:
  - Gianni Garko, włoski aktor
  - Rudolf Kozłowski, polski sztangista
  - Muhammad Szukri, marokański pisarz pochodzenia berberyjskiego (zm. 2003)
- 17 lipca:
  - Ryszard Budka, polski piłkarz
  - Diahann Carroll, amerykańska aktorka i piosenkarka (zm. 2019)
  - Zbigniew Dregier, polski koszykarz
  - Peter Schickele, amerykański kompozytor (zm. 2024)
  - Donald Sutherland, kanadyjski aktor (zm. 2024)
  - Elżbieta Zechenter-Spławińska, polska poetka
- 18 lipca:
  - Tenley Albright, amerykańska łyżwiarka
  - Ben Vautier, francuski artysta (zm. 2024)
- 19 lipca:
  - Gerd Albrecht, niemiecki dyrygent (zm. 2014)
  - Wasilij Liwanow, rosyjski aktor, reżyser i scenarzysta
- 21 lipca:
  - Łukasz Balcer, polski prawnik i polityk
  - Norbert Blüm, niemiecki polityk (zm. 2020)
- 22 lipca:
  - Andrzej Konopka, polski prawnik
  - Władimir Łobow, rosyjski generał armii, naukowiec
  - Ron Springett, angielski piłkarz, bramkarz (zm. 2015)
- 23 lipca:
  - John Cordts, kanadyjski kierowca wyścigowy
  - Jim Hall, amerykański kierowca wyścigowy i konstruktor
  - Zbigniew Jujka, polski rysownik satyryczny (zm. 2019)
  - Władysław Serczyk, polski historyk (zm. 2014)
- 24 lipca – Władysław Zieliński, polski kajakarz
- 25 lipca:
  - Barbara Harris, amerykańska aktorka (zm. 2018)
  - Adnan Chaszukdżi, saudyjski przedsiębiorca (zm. 2017)
  - Jerzy Sikorski, polski historyk
- 26 lipca:
  - Peter Brown, brytyjski historyk
  - Adrienne Kaeppler, amerykańska antropolożka tańca i muzyki (zm. 2022)
  - Matti Poikala, szwedzki zapaśnik pochodzenia fińskiego
  - Daniel Roche, francuski historyk (zm. 2023)
  - Edward Żebrowski, polski scenarzysta i reżyser (zm. 2014)
- 27 lipca – Gioacchino Illiano, włoski duchowny katolicki (zm. 2020)
- 28 lipca:
  - Tadeusz Bartczak, polski chemik (zm. 2022)
  - Lisa Gastoni, włoska aktorka
  - Massimo Natili, włoski kierowca wyścigowy (zm. 2017)
- 29 lipca:
  - John Corrie, brytyjski polityk
  - Tadeusz Czechowicz, polski polityk, poseł na Sejm PRL (zm. 2021)
  - Peter Schreier, niemiecki śpiewak operowy (tenor liryczny), dyrygent (zm. 2019)
- 30 lipca – Győző Forintos, węgierski szachista (zm. 2018)
- 31 lipca – Antonio Ceballos Atienza, hiszpański duchowny katolicki, biskup Kadyksu i Ceuty (zm. 2022)
- 1 sierpnia – Anthony Frederick Tonnos, kanadyjski duchowny katolicki, biskup Hamilton
- 2 sierpnia:
  - Jechezkel Flomin, izraelski prawnik, ekonomista i polityk (zm. 2019)
  - Bogdan Marian Wawrzyniak, polski nauczyciel
- 3 sierpnia:
  - Catherine Lalumière, francuska prawnik i polityk
  - Gieorgij Szonin (ros. Георгий Степанович Шонин), radziecki kosmonauta (zm. 1997)
  - Ferenc Török, węgierski pięcioboista nowoczesny
- 4 sierpnia:
  - Luděk Bukač, czeski hokeista (zm. 2019)
  - Jan Tesarz, polski aktor (zm. 2020)
- 5 sierpnia – Margaret Matthews, amerykańska lekkoatletka
- 6 sierpnia:
  - Fortunato Baldelli, włoski duchowny katolicki (zm. 2012)
  - Irma Capece Minutolo, włoska śpiewaczka i aktorka (zm. 2023)
- 7 sierpnia:
  - Pedro Manfredini, argentyński piłkarz (zm. 2019)
  - Irena Wierzbowska-Młotkowska, polska strzelczyni sportowa
- 8 sierpnia – Donald P. Bellisario, amerykański producent, reżyser, scenarzysta i aktor
- 9 sierpnia:
  - Joachim Glensk, polski literaturoznawca (zm. 2023)
  - Željko Matuš, chorwacki piłkarz
  - Carlos Arthur Sevilla, amerykański duchowny katolicki
- 10 sierpnia:
  - Adrianus Herman van Luyn, holenderski duchowny katolicki
  - Gia Kanczeli, gruziński kompozytor (zm. 2019)
  - Bobby Richardson, amerykański baseballista
  - Jerzy Surdel, polski reżyser telewizyjny i filmowy, operator (zm. 2018)
- 11 sierpnia – Stefania Biegun, polska biegaczka narciarska (zm. 2016)
- 12 sierpnia:
  - John Cazale, amerykański aktor (zm. 1978)
  - Roman Darowski, polski jezuita, profesor filozofii (zm. 2017)
  - Harry Kupfer, niemiecki reżyser operowy (zm. 2019)
  - John McCormack, amerykański duchowny katolicki, biskup Manchesteru (zm. 2021)
- 13 sierpnia:
  - Bolesław Abart, polski aktor
  - Brendan Comiskey, irlandzki biskup (zm. 2025)
- 14 sierpnia:
  - Werner Heine, niemiecki piłkarz (zm. 2022)
  - Ehrenfried Rudolph, niemiecki kolarz
  - Gary Tobian, amerykański skoczek do wody
- 15 sierpnia:
  - Waldemar Baszanowski, polski sztangista (zm. 2011)
  - Jim Dale, brytyjski aktor, piosenkarz i autor piosenek
- 16 sierpnia:
  - Carmelo Borobia, hiszpański duchowny katolicki, biskup pomocniczy Toledo (zm. 2022)
  - Barbro Martinsson, szwedzka biegaczka narciarska
  - Arnaldo Pambianco, włoski kolarz (zm. 2022)
- 17 sierpnia:
  - Wiesław Malicki, polski dziennikarz, poeta, aforysta (zm. 2011)
  - Katalin Szőke, węgierska pływaczka (zm. 2017)
  - Jerzy Ściesiek, polski poeta, malarz (zm. 2017)
  - Oleg Tabakow, rosyjski aktor, pedagog (zm. 2018)
- 18 sierpnia:
  - Joke de Korte, holenderska pływaczka
  - Hifikepunye Pohamba, namibijski polityk, prezydent Namibii
- 19 sierpnia:
  - Story Musgrave, amerykański lekarz i astronauta
  - Dumitru Radu Popescu, rumuński prozaik, dramaturg, poeta (zm. 2023)
  - Laurynas Stankevičius, litewski ekonomista, polityk, premier Litwy (zm. 2017)
- 20 sierpnia:
  - Wiesława Kosmalska, polska aktorka
  - Ron Paul, amerykański polityk
  - Midhat Riđanović, bośniacki językoznawca (zm. 2023)
- 22 sierpnia:
  - Jerzy Wojciech Borejsza, polski historyk (zm. 2019)
  - Longin Pastusiak, polski polityk, historyk i politolog (zm. 2025)
  - Annie Proulx, amerykańska pisarka i dziennikarka
- 23 sierpnia:
  - Eva Hajičová, czeska językoznawczyni
  - Jerzy Kuliński, polski hydrotechnik, płetwonurek i żeglarz
- 24 sierpnia – Tsutomu Hata, japoński polityk (zm. 2017)
- 25 sierpnia:
  - Benigno Luigi Papa, włoski duchowny katolicki, arcybiskup Taranto (zm. 2023)
  - Joseph Surasarang, tajski duchowny katolicki, biskup Chiang Mai (zm. 2022)
- 26 sierpnia – Geraldine Ferraro, amerykańska działaczka polityczna (zm. 2011)
- 28 sierpnia – Harold Snoad, brytyjski reżyser (zm. 2024)
- 29 sierpnia:
  - William Friedkin, amerykański reżyser (zm. 2023)
  - Jan Krysiński, polski naukowiec (zm. 2025)
- 30 sierpnia – Romana Skatulska, polska spadochroniarka
- 31 sierpnia:
  - Andrzej Dobosz, polski krytyk literacki
  - Pietro Meloni, włoski duchowny katolicki
  - Frank Robinson, amerykański baseballista (zm. 2019)
  - Maks Velo, albański poeta (zm. 2020)
- 1 września:
  - István Horváth, węgierski polityk
  - Seiji Ozawa, japoński dyrygent (zm. 2024)
  - Guy Rodgers, amerykański koszykarz (zm. 2001)
- 2 września:
  - Yildirim Akbulut, turecki polityk i prawnik, premier Turcji (zm. 2021)
  - Marc Augé, francuski etnolog i antropolog (zm. 2023)
  - Wanda Fukała, polska florecistka
  - Walentin Gaft, radziecki i rosyjski aktor (zm. 2020)
  - Jerzy Madej, polski polityk (zm. 2020)
- 3 września:
  - Ryszard Malewski, polski inżynier elektrotechnik i przedsiębiorca
  - Armando Pierucci, włoski franciszkanin
  - Marija Siziakowa, radziecka lekkoatletka, wieloboistka
  - Jerzy Welcz, polski trener siatkówki
- 4 września:
  - Aleksandr Babienko, radziecki polityk
  - Jerzy Gurawski, polski architekt, scenograf, wykładowca akademicki (zm. 2022)
  - Frid Ingulstad, norweska pisarka
  - Witalij Kaniewski, rosyjski reżyser
- 5 września:
  - Janusz Horodniczy, polski aktor, reżyser, scenarzysta i pisarz
  - Barbara Kopyt, polska strzelczyni sportowa
  - Kosie Pretorius, namibijski polityk, publicysta (zm. 2017)
  - Aki Schmidt, niemiecki piłkarz, trener (zm. 2016)
- 6 września:
  - Fabian Bruskewitz, amerykański biskup katolicki polskiego pochodzenia
  - Mieczysław Dopierała, polski pracownik przemysłu stoczniowego
- 7 września:
  - Abdou Diouf, senegalski polityk
  - Jorge Griffa, argentyński piłkarz (zm. 2024)
- 8 września:
  - Friedrich Baumbach, niemiecki szachista (zm. 2025)
  - Ryszard Sierszulski, polski siatkarz
  - William Vance, belgijski rysownik komiksowy (zm. 2018)
- 9 września:
  - Stanisław Pawelczyk, polski sinolog, tłumacz i dyplomata
  - Gary Raymond, angielski aktor
  - Chaim Topol, izraelski aktor (zm. 2023)
- 10 września:
  - Giacomo Losi, włoski piłkarz (zm. 2024)
  - Mikołaj Melanowicz, polski japonista
  - Mary Oliver, amerykańska poetka i eseistka (zm. 2019)
- 11 września:
  - Jacinto Tomás de Carvalho Botelho, portugalski duchowny katolicki, biskup Lamego
  - Jacques Gaillot, francuski duchowny katolicki (zm. 2023)
  - Károly Palotai, węgierski piłkarz, sędzia piłkarski (zm. 2018)
  - Arvo Pärt, estoński kompozytor muzyki chóralnej i instrumentalnej
  - Richard Sklba, amerykański duchowny katolicki (zm. 2024)
  - Gierman Titow (ros. Герман Степанович Титов), radziecki kosmonauta (zm. 2000)
  - Bjørg Vik, norweska pisarka (zm. 2018)
- 12 września:
  - Harvey Alter, amerykański wirusolog, laureat Nagrody Nobla
  - Richard Hunt, amerykański rzeźbiarz (zm. 2023)
- 13 września:
  - Victor Galeone, amerykański duchowny katolicki, biskup Saint Augustine pochodzenia włoskiego (zm. 2023)
  - Friedhelm Wentzke, niemiecki kajakarz
- 14 września:
  - Fujio Akatsuka (jap. 赤塚 不二夫), pierwszy twórca mang komicznych (zm. 2008)
  - Paul Ri Moun-hi, południowokoreański arcybiskup katolicki (zm. 2021)
  - Salomon Nahmad, meksykański antropolog i archeolog
  - Andrzej Nowak, polski lekarz (zm. 2019)
- 15 września:
  - Domenico Fisichella, włoski polityk i politolog
  - Karol Mórawski, polski historyk (zm. 2023)
  - Jerzy Więsik, polski inżynier
- 16 września:
  - Carl Andre, amerykański artysta minimalistyczny (zm. 2024)
  - Ireneusz Krzysztof Szmidt, polski pisarz (zm. 2021)
  - Esther Vilar, niemiecka pisarka i dramaturg
- 17 września:
  - Roman Garbowski, polski aktor (zm. 2023)
  - Ken Kesey, amerykański pisarz związany z beatnikami w latach 50. i hippisami w latach 60. (zm. 2001)
  - Serge Klarsfeld, francuski prawnik, historyk, pisarz, tropiciel nazistów pochodzenia żydowskiego
  - Władysław Tajner, polski skoczek narciarski (zm. 2012)
  - Einar Østby, norweski biegacz narciarski (zm. 2022)
- 18 września – Renzo Eligio Filippi, włoski samorządowiec, polityk, eurodeputowany (zm. 2001)
- 19 września:
  - Milan Antal, słowacki astronom (zm. 1999)
  - Velasio De Paolis, włoski kardynał (zm. 2017)
  - Krystyna Krupska-Wysocka, polska reżyserka filmowa (zm. 2020)
  - Tadeusz Sikora, polski działacz sportowy i społeczny
- 21 września:
  - Santos Abril y Castelló, hiszpański duchowny katolicki
  - Jimmy Armfield, angielski piłkarz (zm. 2018)
  - Jakow Sinaj, matematyk pochodzenia rosyjskiego
- 22 września:
  - Mathias Leitner, austriacki narciarz
  - Regina Pawłowska, polska filolog (zm. 2021)
  - Antoni Pawłowski, polski dziennikarz (zm. 2021)
  - Juwenaliusz (Pojarkow), rosyjski biskup prawosławny
- 24 września – Vicente Lucas, portugalski piłkarz
- 25 września:
  - Jeorjos Anastasopulos, grecki polityk, dziennikarz i dyplomata (zm. 2019)
  - Bob Anderson, amerykański baseballista (zm. 2015)
  - Andrzej Głoskowski, polski aktor (zm. 2019)
  - Maj Sjöwall, szwedzka pisarka (zm. 2020)
- 26 września – Henning Enoksen, piłkarz duński (zm. 2016)
- 27 września – Andrzej Brycht, polski pisarz (zm. 1998)
- 28 września:
  - Simon Leys, belgijski pisarz, krytyk literacki i sinolog (zm. 2014)
  - Krzysztof Modrzewski, polski lekarz, ortopeda
- 29 września:
  - Hillel Furstenberg, amerykański matematyk
  - Jerry Lee Lewis, amerykański piosenkarz i pianista (zm. 2022)
  - Jerzy Moes, polski aktor (zm. 2019)
  - Mylène Demongeot, francuska aktorka (zm. 2022)
- 30 września:
  - Johnny Mathis, amerykański piosenkarz
  - John Wijngaards, holenderski zakonnik, misjonarz i teolog katolicki (zm. 2025)
- 1 października:
  - Julie Andrews, angielska aktorka i piosenkarka
  - Nikos Chadzinikolau, polski prozaik, poeta, tłumacz pochodzenia greckiego (zm. 2009)
  - Walter De Maria, amerykański artysta (zm. 2013)
  - Antoni Stankiewicz, polski duchowny katolicki, prawnik (zm. 2021)
- 2 października:
  - Elżbieta Choińska-Bochdan, polska archeolożka
  - Paul Goma, rumuński pisarz (zm. 2020)
- 3 października:
  - Charles Duke, amerykański pilot wojskowy, astronauta
  - Armen Dżigarchanian, ormiański aktor (zm. 2020)
  - Nina Protczenko, radziecka lekkoatletka, skoczkini w dal
- 4 października:
  - Jacek Butrymowicz, polski reżyser i scenarzysta filmowy
  - Horst Janson, niemiecki aktor (zm. 2025)
  - Jan Piątkowski, polski prawnik, polityk, minister sprawiedliwości (zm. 2016)
- 5 października:
  - Laurent Robuschi, francuski piłkarz pochodzenia włoskiego
  - Oswald Wiener, austriacki pisarz, teoretyk językoznawstwa (zm. 2021)
- 6 października:
  - Leopold Hager, austriacki dyrygent
  - Siegfried Köhler, niemiecki kolarz
  - Ernesto Laclau, argentyński filozof (zm. 2014)
  - Bruno Sammartino, włoski wrestler (zm. 2018)
  - Janusz Wichowski, polski koszykarz (zm. 2013)
- 7 października:
  - Thomas Keneally, australijski pisarz
  - Horst Kohle, niemiecki piłkarz
  - Alano Maria Pena, brazylijski duchowny katolicki
  - Spiridon Zurnadzis, grecki polityk i prawnik (zm. 2022)
- 8 października – Magdalena Bujak-Lenczowska, polska biegaczka narciarska
- 9 października:
  - Edward Windsor, książę Kentu, członek brytyjskiej rodziny królewskiej
  - Don McCullin, brytyjski fotoreporter
- 10 października:
  - Stanisław Jopek, polski tenor (zm. 2006)
  - Hermann Nuber, niemiecki piłkarz (zm. 2022)
  - Mieczysław Wysiecki, polski inżynier
- 12 października:
  - Don Howe, angielski piłkarz, trener (zm. 2015)
  - Shivraj Patil, indyjski polityk
  - Luciano Pavarotti, włoski śpiewak operowy (zm. 2007)
- 13 października – Henryk Pietrzak, polski generał (zm. 2020)
- 14 października:
  - Stanisław Hochuł, polski rzeźbiarz
  - La Monte Young, amerykański kompozytor
- 15 października:
  - Bobby Joe Morrow, amerykański lekkoatleta, sprinter (zm. 2020)
  - Barry McGuire, amerykański wokalista
  - Richard McTaggart, brytyjski bokser (zm. 2025)
  - Willie O’Ree, kanadyjski hokeista
  - Jean Scrivens, brytyjska lekkoatletka, sprinterka
- 16 października:
  - Marian Jurczyk, polski polityk (zm. 2014)
  - Teofil Wilski, polski duchowny katolicki, biskup (zm. 2022)
- 17 października:
  - Michael Eavis, brytyjski mleczarz, pomysłodawca i fundator Glastonbury Festival
  - Jerzy Iwaszkiewicz, polski dziennikarz
  - Irena Jun, polska aktorka
- 18 października:
  - Peter Boyle, amerykański aktor filmowy i telewizyjny (zm. 2006)
  - Mambou Aimée Gnali, kongijska polityczka
  - Viola Fischerová, czeska poetka, pisarka, tłumaczka (zm. 2010)
- 19 października – Agne Simonsson, szwedzki piłkarz (zm. 2020)
- 20 października:
  - Victor Benitez, peruwiański piłkarz (zm. 2022)
  - Sabino Cassese, włoski prawnik i nauczyciel akademicki
  - Fabio Cudicini, włoski piłkarz (zm. 2025)
  - Gerald Gettelfinger, amerykański duchowny katolicki
  - Feim Ibrahimi, albański kompozytor (zm. 1997)
  - Jerry Orbach, amerykański aktor (zm. 2004)
- 21 października:
  - Jadwiga Barańska, polska aktorka (zm. 2024)
  - Jarosław Kuszewski, polski aktor (zm. 2016)
  - Piotr Lachmann, niemiecko-polski poeta
- 22 października:
  - Bohdan Kopczyński, polski adwokat, polityk, poseł na Sejm RP (zm. 2020)
  - Barbara Szambelan, polska nauczycielka i działaczka społeczna
  - Dnyandeo Yashwantrao Patil, indyjski polityk
- 23 października:
  - Stanisław Fiszer, polsko-francuski architekt
  - Egon Franke, polski szermierz (zm. 2022)
  - Sándor Kallós, radziecki i rosyjski kompozytor muzyki filmowej węgierskiego pochodzenia
  - Zbigniew Rudziński, polski kompozytor, pedagog (zm. 2019)
- 24 października:
  - Malcolm Bilson, amerykański pianista
  - Philippe Morillon, francuski generał, polityk, eurodeputowany
  - Anaid Iplicjian, niemiecka aktorka pochodzenia ormiańskiego
  - Marek Piwowski, polski reżyser i scenarzysta filmowy
- 25 października:
  - Wilhelm Dichter, polski pisarz
  - Russell Schweickart, amerykański astronauta
  - Stanisław (Stash) Pruszyński, polski dziennikarz radiowy, reporter, redaktor, przedsiębiorca. Syn pisarza Ksawerego Pruszyńskiego (1907–1950)
- 27 października:
  - Bogdan Adamczyk, polski piłkarz
  - Bob Andrews, brytyjsko-nowozelandzki żużlowiec
  - Eliseo Insfrán, paragwajski piłkarz (zm. 2020)
  - Stefan Moskwa, polski duchowny katolicki, biskup pomocniczy przemyski (zm. 2004)
- 28 października:
  - Zbigniew Horbowy, polski artysta plastyk (zm. 2019)
  - Juhani Kärkinen, fiński skoczek narciarski (zm. 2019)
- 29 października:
  - Pietro Longo, włoski polityk
  - Isao Takahata (jap. 高畑 勲), japoński reżyser (zm. 2018)
- 30 października:
  - Robert Caro, amerykański dziennikarz i autor biografii
  - Julitta Karwowska-Wnuczak, polska ilustratorka, graficzka i malarka
  - Agota Kristof, węgierska pisarka mieszkająca od 1956 w Szwajcarii, pisząca po francusku (zm. 2011)
  - Michael Winner, brytyjski reżyser (zm. 2013)
- 31 października:
  - David Harvey, brytyjski geograf
  - Muhammad Husajn Tantawi, egipski wojskowy i polityk (zm. 2021)
- 1 listopada:
  - Adam Frączek, polski psycholog (zm. 2020)
  - Charles Koch, amerykański miliarder
  - Gary Player, południowoafrykański golfista
  - Edward Said (arab. إدوارد وديع سعيد), lewicowy intelektualista (zm. 2003)
  - Anna Wojtczak, polska inżynier, poseł na Sejm PRL (zm. 2020)
- 2 listopada:
  - Stefan Lelental, polski prawnik (zm. 2025)
  - Michał Lis, polski historyk
  - Wiktor Zatwarski, polski piosenkarz i aktor (zm. 2022)
- 3 listopada:
  - Henry Grimes, amerykański kontrabasista (zm. 2020)
  - Antonina Krawczuk, ukraińska ekonomistka i wykładowczyni, pierwsza dama Ukrainy (1991–1994), żona Łeonida Krawczuka
  - Ingrid Rüütel, estońska antropolog i filolog
- 4 listopada:
  - Tadeusz Fiszbach, polski polityk
  - Zofia Radzikowska, polska prawniczka
  - Pio Vittorio Vigo, włoski duchowny katolicki (zm. 2021)
- 5 listopada:
  - Stanisława Giecewicz-Pilarska, polska polityk
  - Piotr Wierzbicki, polski dziennikarz i pisarz
- 7 listopada:
  - Billy Green Bush, amerykański aktor
  - Judy Parfitt, brytyjska aktorka
  - W.S. Rendra, indonezyjski dramaturg i poeta (zm. 2009)
- 8 listopada – Alain Delon, francuski aktor (zm. 2024)
- 9 listopada:
  - Bajandżawyn Damdindżaw, mongolski biegacz narciarski i biathlonista, olimpijczyk
  - Bob Gibson, amerykański baseballista (zm. 2020)
- 10 listopada:
  - Igor Nowikow, rosyjski astrofizyk teoretyczny, kosmolog
  - Stellan Westerdahl, szwedzki żeglarz sportowy (zm. 2018)
- 11 listopada – Bibi Andersson, szwedzka aktorka (zm. 2019)
- 12 listopada – Jan Sikorski, polski duchowny katolicki
- 13 listopada – Jan Rabek, polski chemik
- 14 listopada:
  - Petr Esterka, czeski duchowny katolicki, biskup pomocniczy Brna (zm. 2021)
  - Husajn ibn Talal (arab. حسين بن طلال), król Jordanii z dynastii Haszymidów (zm. 1999)
  - Armando Veneto, włoski polityk
- 15 listopada – Tibor Pézsa, węgierski szermierz
- 16 listopada:
  - Ryszard Engelking, polski matematyk (zm. 2023)
  - Jerzy Gołaczyński, polski polityk
  - France-Albert René, seszelski polityk (zm. 2019)
- 17 listopada:
  - Alíz Kertész, węgierska gimnastyczka
  - Toni Sailer, austriacki narciarz alpejski, aktor i piosenkarz (zm. 2009)
  - Kurt vid Stein, duński kolarz
  - Wilhelm Wolnik, polski polityk
- 18 listopada – Erling Mandelmann, duński fotograf (zm. 2018)
- 19 listopada:
  - Jack Welch, amerykański przedsiębiorca (zm. 2020)
  - José Álvarez de Paz, hiszpański polityk i prawnik, eurodeputowany (zm. 2021)
- 20 listopada:
  - Ryszard Gessing, polski automatyk
  - Stanisław Marczuk, polski działacz związkowy, polityk, senator RP
- 21 listopada:
  - Michael Chapman, amerykański operator filmowy i reżyser (zm. 2020)
  - Fairuz (arab. فيروز), libańska wokalistka
  - Ingeborg Schwalbe, niemiecka lekkoatletka
- 22 listopada – Ludmiła Biełousowa, rosyjska łyżwiarka (zm. 2017)
- 23 listopada:
  - Mari Törőcsik, węgierska aktorka (zm. 2021)
  - Władisław Wołkow (ros. Владислав Николаевич Волков), kosmonauta radziecki (zm. 1971)
- 24 listopada – Chalifa ibn Salman Al Chalifa, bahrajński przedsiębiorca, polityk, premier Bahrajnu (zm. 2020)
- 25 listopada:
  - Jorge Iván Castaño Rubio, kolumbijski duchowny katolicki (zm. 2025)
  - Andrzej Janowski, polski pedagog (zm. 2020)
- 26 listopada:
  - Maria Chrostek, polska wycinankarka, pisankarka i twórczyni plastyki obrzędowej
  - Georges Sarre, francuski polityk (zm. 2019)
- 27 listopada:
  - Helmut Lachenmann, niemiecki kompozytor
  - Adam Sławiński, polski kompozytor
- 28 listopada:
  - Rita Gombrowicz, francuska pisarka i teoretyk literatury, żona Witolda Gombrowicza
  - Hitachi, książę japoński, młodszy brat cesarza Akihito
- 29 listopada:
  - Joan Harrison, południowoafrykańska pływaczka (zm. 2025)
  - Thomas O’Brien, amerykański duchowny katolicki (zm. 2018)
  - Diane Ladd, amerykańska aktorka
- 30 listopada:
  - Stojan Andow, macedoński polityk i ekonomista (zm. 2024)
  - Paul Gratzik, niemiecki pisarz (zm. 2018)
  - Hélder Macedo, portugalski prozaik, poeta
  - Reynald Rouleau, kanadyjski duchowny katolicki
- 1 grudnia:
  - Woody Allen, amerykański scenarzysta, reżyser, aktor, producent
  - George Bowering, kanadyjski pisarz
  - Wiktor Briuchanow, radziecki dyrektor elektrowni atomowej w Czarnobylu (zm. 2021)
  - Walter Demel, niemiecki biegacz narciarski (zm. 2023)
  - João Miranda Teixeira, portugalski duchowny katolicki, biskup pomocniczy Porto
  - Heinz Riesenhuber, niemiecki polityk
- 2 grudnia – Pit Schubert, niemiecki autor literatury faktu (zm. 2024)
- 3 grudnia – Barbara Houwalt-Kostecka, polska malarka i poetka
- 4 grudnia – Kazimierz Musielak, polski polityk i pedagog, poseł na Sejm RP II kadencji
- 5 grudnia:
  - Marise Chamberlain, nowozelandzka lekkoatletka (zm. 2024)
  - John Favalora, amerykański duchowny katolicki
  - Faslli Haliti, albański poeta, tłumacz, malarz (zm. 2020)
  - Elżbieta Wężyk, polska koszykarka
  - Jurij Własow, rosyjski sztangista (zm. 2021)
- 6 grudnia – Marian Nowara, polski piłkarz
- 7 grudnia:
  - Veronica Antal, rumuńska tercjarka franciszkańska, błogosławiona katolicka (zm. 1958)
  - Jiří Čadek, czeski piłkarz (zm. 2021)
  - Hans-Peter Lanig, niemiecki narciarz alpejski (zm. 2022)
  - Maria Śliwka, polska siatkarka, lekkoatletka (zm. 1997)
- 8 grudnia:
  - Dharmendra Singh Deol (hindi:धर्मेन्द्र सिंह देओल), aktor bollywoodzki, polityk hinduski
  - Czesław Głombik, polski historyk filozofii (zm. 2022)
  - Michael Kahn, amerykański montażysta filmowy
  - Krystyna Nowakowska, polska lekkoatletka, biegaczka średniodystansowa (zm. 2019)
  - Hans-Jürgen Syberberg(inne języki), niemiecki reżyser filmowy
  - Tatjana Zatułowska, rosyjska szachistka (zm. 2017)
- 10 grudnia:
  - Ewa Berger-Jankowska, polska aktorka (zm. 2018)
  - Jaime Jarrin, hiszpański spiker radiowy
  - Shūji Terayama, japoński poeta awangardowy, dramaturg, reżyser (zm. 1983)
- 11 grudnia – Pranab Mukherjee (bengalski: প্রণব কুমার মুখোপাধ্যায়), indyjski polityk, minister spraw zagranicznych Indii (zm. 2020)
- 12 grudnia – Jere Beasley, amerykański prawnik i polityk
- 13 grudnia – Ryszard Adamów, polski prozaik (zm. 2010)
- 14 grudnia:
  - Lee Remick, amerykańska aktorka filmowa (zm. 1991)
  - Arvo Valton, estoński pisarz, poeta, scenarzysta i krytyk literacki (zm. 2024)
- 15 grudnia:
  - Adnan Badran, jordański naukowiec i polityk
  - Adam Gęszka, polski kolarz (zm. 2022)
  - Renata Jabłońska, polsko-izraelska pisarka, poetka, tłumaczka
- 16 grudnia:
  - Swietłana Drużynina, rosyjska aktorka, reżyser, scenarzystka i producent filmowy
  - Nelson Pessoa, brazylijski jeździec sportowy
- 18 grudnia:
  - Rosemary Leach, brytyjska aktorka (zm. 2017)
  - Marian Styrczula-Maśniak, polski stolarz, muzyk, rzeźbiarz, lutnik i skrzypek (zm. 2024)
- 19 grudnia:
  - Ewa Przybylska, polska pisarka
  - Tony Taylor, kubański baseballista (zm. 2020)
- 20 grudnia:
  - Henry E. Brown, amerykański polityk
  - Percival Joseph Fernandez, indyjski duchowny katolicki
  - Teofil Kowalski, polski bokser, trener (zm. 2020)
  - Ludmiła Murawska, polska malarka (zm. 2022)
- 21 grudnia:
  - John G. Avildsen, amerykański reżyser (zm. 2017)
  - Kiejstut Bereźnicki, polski malarz
  - Sérgio Ribeiro, portugalski ekonomista, polityk (zm. 2024)
  - Edward Schreyer, kanadyjski dyplomata, polityk
  - Kurt Seiffert, amerykański wioślarz
- 22 grudnia – Wiesława Kiermaszek-Lamla, polska polityk
- 23 grudnia – Andrzej Kaznowski, polski ekonomista, dyplomata, samorządowiec, polityk, prezydent Gdańska (zm. 2023)
- 25 grudnia:
  - Sadiq al-Mahdi, sudański polityk, premier Sudanu (zm. 2020)
  - Donald Norman, amerykański psycholog poznawczy i badacz
  - Eugeniusz Noworyta, polski polityk, dyplomata
  - Henk van der Grift, holenderski łyżwiarz szybki
- 26 grudnia:
  - Andrzej Białynicki-Birula, polski matematyk (zm. 2021)
  - Bill Brack, kanadyjski kierowca wyścigowy
  - Viorica Cortez, rumuńska śpiewaczka operowa
  - Kazimierz Orłoś, polski prozaik, dramaturg, scenarzysta filmowy i telewizyjny, publicysta
  - Ralé Rašić, australijski piłkarz, trener pochodzenia serbskiego (zm. 2023)
- 27 grudnia – Piotr Eberhardt, polski geograf (zm. 2020)
- 28 grudnia:
  - Ryszard Karpiński, polski duchowny katolicki, biskup (zm. 2024)
  - Jerzy Maternicki, polski historyk
- 29 grudnia – Jewgienij Rejn, rosyjski poeta
- 30 grudnia:
  - Manuel Aaron, indyjski szachista
  - Omar Bongo, gaboński polityk, prezydent Gabonu (zm. 2009)
  - Antal Kiss, węgierski lekkoatleta, chodziarz, medalista olimpijski (zm. 2021)
  - Sandy Koufax, amerykański baseballista
- 31 grudnia:
  - Ron Northcott, kanadyjski curler (zm. 2023)
  - Salman ibn Abd al-Aziz Al Su’ud (arab. سلمان بن عبد العزيز آل سعود), król Arabii Saudyjskiej

- data dzienna nieznana:
  - Roman Duszek, polski grafik i dydaktyk
  - Eugenia Maresch, polska i brytyjska fizyczka
  - Andrzej Sulima Kamiński, polski historyk

## Zdarzenia astronomiczne
- W tym roku Słońce osiągnęło lokalne maksimum aktywności.

## Nagrody Nobla
- z fizyki – James Chadwick
- z chemii – Frédéric Joliot, Irene Joliot-Curie
- z medycyny – Hans Spemann
- z literatury – nagrody nie przyznano
- nagroda pokojowa – Carl von Ossietzky

## Święta ruchome
- Tłusty czwartek: 28 lutego
- Ostatki: 5 marca
- Popielec: 6 marca
- Niedziela Palmowa: 14 kwietnia
- Pamiątka śmierci Jezusa Chrystusa: 17 kwietnia
- Wielki Czwartek: 18 kwietnia
- Wielki Piątek: 19 kwietnia
- Wielka Sobota: 20 kwietnia
- Wielkanoc: 21 kwietnia
- Poniedziałek Wielkanocny: 22 kwietnia
- Wniebowstąpienie Pańskie: 30 maja
- Zesłanie Ducha Świętego: 9 czerwca
- Boże Ciało: 20 czerwca